# 삼겹살구이
삼겹살구이 또는 간단하게 삼겹살은 돼지의 갈비 부위에 붙어 있는 아랫배 부위에 있는 살 또는 통칭하여 삼겹살로 불리는 돼지고기를 구운 음식을 뜻한다. 한국의 전통적인 찜, 수육 등 습열 조리법이 아닌 강한 불과 프라이팬을 이용한 건열 조리법으로 양념을 하지 않은채 로스구이를 하는 것이 일반적이다.
한국인의 국민 음식인 소울푸드에 속한다. 음식명과 식재료명이 동일하다보니 약간의 혼동은 있으나, 식재료로서 삼겹살(Pork belly)이 아니라 음식으로서 삼겹살(Samgyeopsal)은 한국 음식이다. 옥스포드 영어사전에도 'Samgyeopsal'로 등재되어 있으며, 한국 음식(Korean dish)이라고 부연 설명하고 있음을 볼 수 있다.
과거에는 '삼겹살'이 '배바지살', '세겹살'이란 말과 함께 쓰였으나 1980년대 들어서 '삼겹살'로 일반화되었으며, '삼겹살'이란 단어가 표준국어사전에 등재된 시기는 1994년이다. 또한 '삼겹살' 이란 표현이 법적으로 공인 받은 시기는 1991년에 시행된 부위별 차등가격제도에 따른 관련규정이 만들어 지면서 부터다.
예전에는 소금구이가 아닌 수육이나 양념구이 형태로 삼겹살을 주로 먹었다. 양돈기술이 낙후되어 돼지고기 특유의 잡내와 웅취(雄臭)가 많이 발생했기 때문이었다. 현행과 같은 방식으로 한국인들이 삼겹살을 즐겨 먹는 식문화가 태동한 시기는 1978년 육류파동으로 대일 돈육수출이 전면 중단된 후 수출물량이 내수로 공급되면서 부터다. 돼지고기 특유의 잡내가 나지 않는 고급육이 공급되자 이때부터 현행처럼 양념을 하지 않고 소금구이로만 삼겹살을 먹을 수 있게 되었던 것이다.
1970년대에 프로판 가스가 공급되며 '마포갈비' 등 구이집이 많이 생겨났고, 1980년에 휴대용 부탄 가스렌지가 본격적으로 판매되면서 '삼겹살'이란 메뉴가 식당가에 등장하며 점차 대중이 선호하는 외식메뉴가 되었다. 1990년대 직장인 회식메뉴 1순위가 되더니 IMF경제위기때 소주와 함께 소울푸드가 되었다. 2000년대 들어서 와인삼겹살, 칼집삼겹살 등 새로운 메뉴와 브랜드가 등장하고 삼겹살 전문점들이 들어서며 국민음식의 반열에 올라 하나의 식문화로 확고하게 자리잡게 되었다. 2010년대 들어서는 한류(韓流)의 영향으로 해외에서도 점차 맛있는 한국 음식이라는 인식과 함께 식문화의 하나로 자리 잡아 나가고 있다.
한국인의 삼겹살 사랑은 유별난 편이다. 지나치다 할 정도로 선호도가 높으며, '삼겹살 데이'가 있을 뿐만 아니라 한국은 '삼겹살 공화국' 또는 '삼겹살의 블랙홀'이라 불리기도 한다. 국내 총 사육두수가 2014년을 기점으로 천만 마리가 넘는데도 불구하고 생체중량 110kg 돼지 한마리당 약 10kg 정도만 생산되기에 국내 생산량 만으로는 내수 공급이 부족하여 스페인, 칠레 등 17개국으로부터 전세계 생산물량의 약 30% 정도를 수입하여 충당하고 있다. 2022년에 수입한 삼겹살은 약 17만톤으로 이는 전체 돼지고기 수입량의 40%에 해당하는 물량이다. 또한 2022년 국내에 유통된 삼겹살의 총량은 약 38만톤으로, 이를 기준으로 볼 때 연간 1인당 약 7.2kg을 소비한 것이다.

## 명칭 유래

### 세겹살

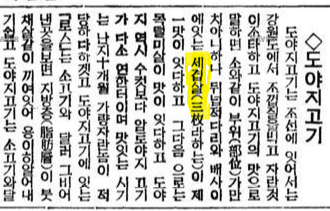
동아일보 1934년 11월 3일자 기사

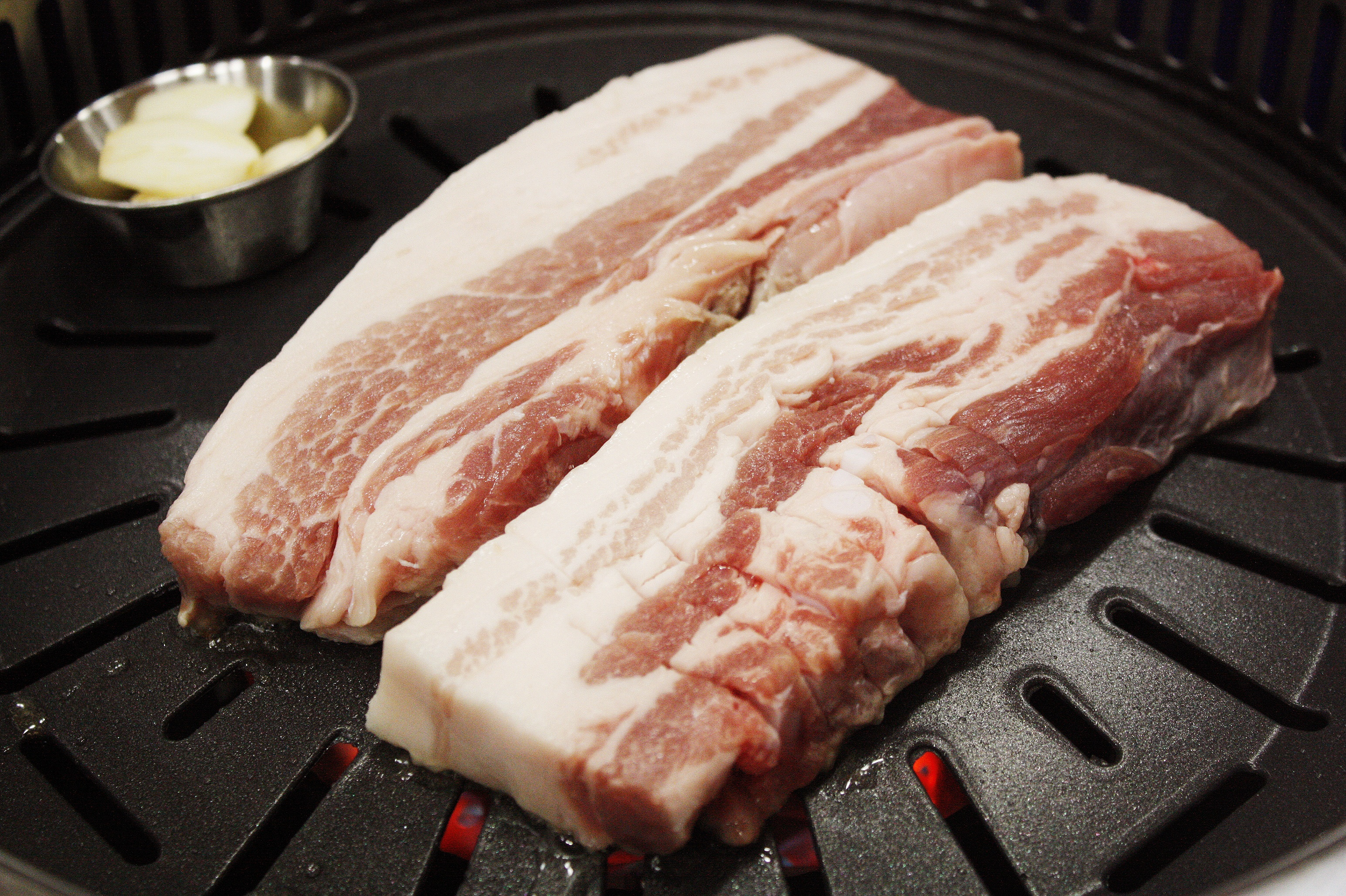
굽기 전의 삼겹살 (구 세겹살)

삼겹살이라는 단어 자체는 1980년대부터 보편적으로 쓰이게 된 표현으로 그 역사가 비교적 짧다. 조선시대에는 돼지고기를 선호하지 않았고 사육과 공급도 저조했다. 또한, 그 당시의 돼지 해체도에는 부분육에 대한 세세한 언급이 없었다. 즉, 부분육에 대한 명칭이 존재한다는 것은 양돈과 식육산업의 발전을 의미하며, 그 시기는 부분육 유통이 활성화된 근현대 들어서였다.
일제강점기 중에 일본은 한우를 수탈하기 위해 그 대체제로 양돈을 장려하였고 이내 한반도에는 돼지식육산업이 활성화 되었다. 이 시기를 전후하여 삼겹살은 '세겹살'이라는 이름으로 불리었으며, 그 밖에도 표준어로 등재되지는 않았으나 '뱃바지 고기' 나 '배바지'란 말이 도축업자 사이에서 사용되었고 전통적인 명칭은 '배바지살'이다. '세겹살'이란 단어가 등장하는 최초의 문헌은 1931년에 개정증보판으로 출간된 《조선요리제법》이라는 요리법 책이다.
이화여자전문학교 가사과 교수인 방신영(方信榮, 1890~1977)이 저술한 이 책은 1917년에 초판이 인쇄된 이래 수차례에 걸쳐 개정증보 출판되었는데, 1931년 판에 처음으로 '세겹살'에 대해 소개하는 대목이 나온다. 이 책에는 "세겹살(뱃바지) 배에 있는 돈육 중에 제일 맛이 있는 고기"라고 기술되어 있다. 이후에 홍선표가  쓴 <조선요리학>(1940) 등에도 세겹살이 언급되어 있는 것을 볼 수 있다.
'세겹살'이란 표현이 언론에 최초로 등장한 것은 1934년 11월 3일자 동아일보의 기사에 소개된 것이다. 기사 내용을 살펴보면 ‘육류의 좋고 그른 것을 분간해 내는 법’이라는 제목하에 돼지고기에 대해 설명하며 “도야지 고기의 맛으로 말하면 […] 뒤 넓적다리와 배 사이에 있는 세겹살이 제일 맛이 있고 그 다음으로는 목덜미 살이 맛이 있다”고 소개하고 있다.

### 삼겹살

경향신문 1959년 1월 20일자 기사

'삼겹살' 이란 단어가 처음으로 언론에 등장한 것은 1959년 1월 20일자 경향신문이다. 그러나 삼겹살은 국문법상 맞지 않는 표현일 뿐만 아니라 그 어원조차 정확히 알 수 없다. 다만 여러 설이 존재하는데, 그중의 하나가 일본어에서 삼겹살을 의미하는 'さんまいにく(三枚肉)'의 영향을 받았다는 설이다. 최초로 삼겹살을 소개한 요리법 도서인 《조선요리제법》에 세겹살과 더불어 '三枚(삼매)'를 병기한 것이 이를 뒷받침하고 있다.
이와 달리 흥미로운 또 다른 설은 개성 상인들에 의해 삼겹살이라는 말이 생겼다는 '개성유래설'이다. 개성에서는 인위적으로 잔반과 더불어 조(영어 millet) 등 특별한 사료를 일정기간에 걸쳐서 교대로 먹이며 비계와 살이 층층이 쌓이도록 하였다고 한다. 이를 두고 '삼층저육'(三層猪肉)이라 부르기도 했으며, 더러는 돼지에게 개성인삼을 먹였다 하며 세겹살 대신에 '삼겹살'이라 부르기 시작했다고 한다. 아무튼 1980년대 초반까지 세겹살과 삼겹살이란 표현이 한동안 함께 사용되었다.
삼겹살을 육안상 살펴보면 실제로는 네겹이기 때문에 네겹살이나 사겹살이라 해야 한다. 그럼에도 불구하고 삼겹살이라 한 것은 사(四)자가 죽음을 뜻하는 사(死)와 발음이 동일하기 때문에 사용을 꺼리는 일종의 미신, 즉 불길한 징크스라고 보는 동북아시아 한자문화권의 영향이라고 추정된다.
삼겹살이란 용어가 공인 받은 것은 1991년에 시행된 '부위별 차등가격제도'에 따른 관련법이 제정된 1990년 부터다. 1991년 이전에는 국거리, 불고기 거리, 장조림용 등 용도별로 판매가 주류를 이루었으나, 점차 시중에서 포장육 판매가 활성화 되면서 부분육 유통이 이루어지자, 이에 대한 법적인 기준을 정부에서 마련하게 된 것이다.(농림수산부 고시 제90-50호)

### 오겹살

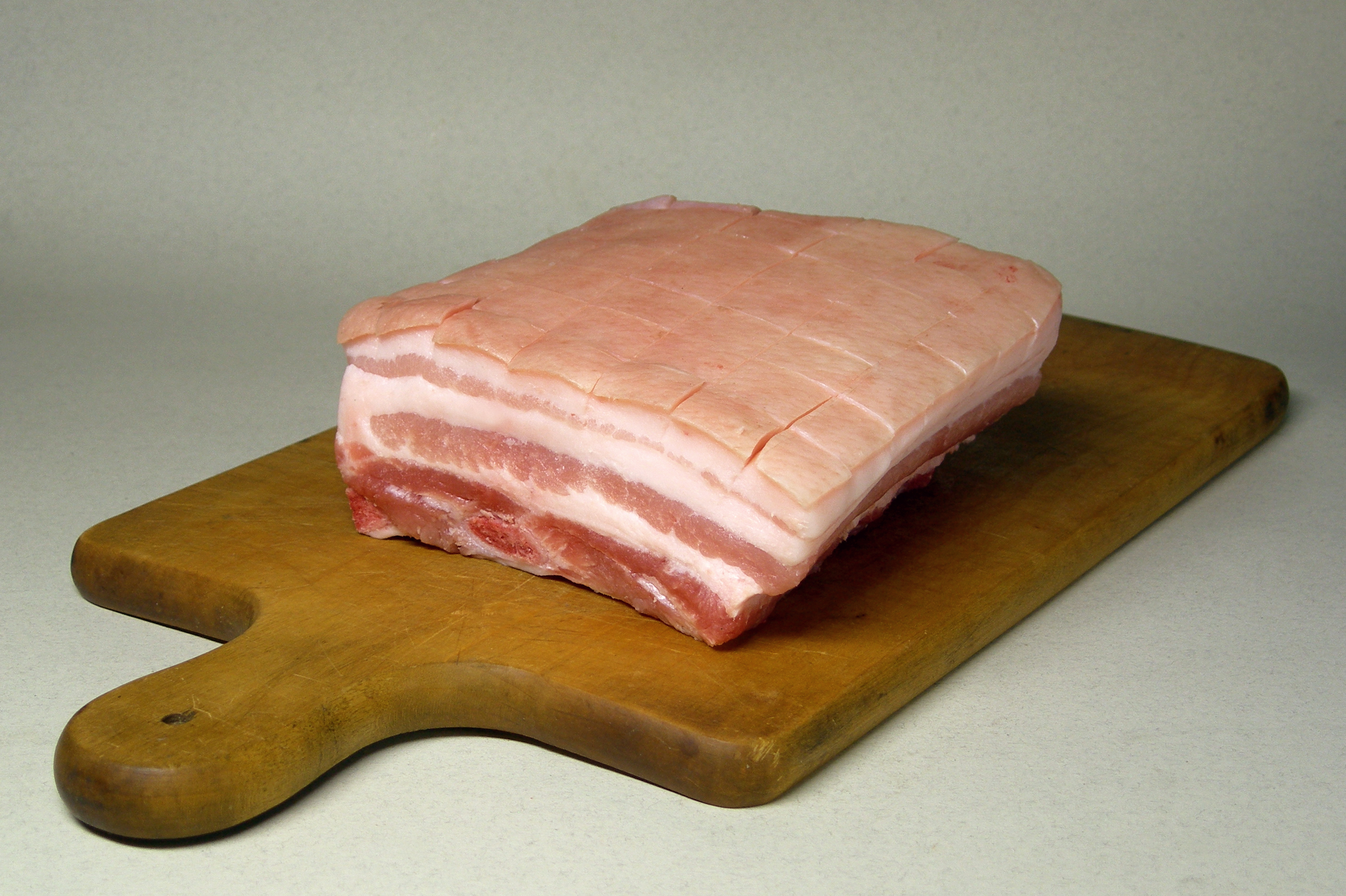
오겹살 (미박 삼겹살, 탕박 삼겹살)

오겹살은 돼지 껍데기를 제거하지 않은 상태의 삼겹살을 이르는 말로, 2000년 경에 상인들에 의해 마케팅 차원에서 만들어진 신조어다. 삼겹살은 본래 지방조직과 살코기가 네겹을 이루고 있기 때문에 오겹살이 가지는 다섯 겹이란 의미에는 논리적으로 문제가 없다. 그러나 부분육을 지칭하는 정식용어가 아니며, 도축업계에서는 일반 삼겹살과 구분짓기 위해서 껍데기를 제거하지 않았다는 의미를 가진 '미박(未剝) 삼겹살' 또는 돼지 털만 제거했다는 의미에 '탕박(湯剝) 삼겹살'이라 부르고 있다.
영호남 등 남부지역에서는 전통적으로 돼지 껍데기를 제거하지 않고 유통하는 것이 일반적이었으나, 수도권에서는 돼지 껍데기를 벗긴 삼겹살을 유통해왔다. 그런던중 1995년 경에 돼지 껍데기가 있는 제주지역 흑돼지 삼겹살이 서울로 진출한 후 꼬들꼬들한 식감 때문에 인기를 끌자 상인들이 차별화를 위해서 '오겹살' 이라는 신조어를 만들었고, 2000년 초부터 마케팅을 통해 적극적으로 홍보했다. 그러나 엄연히 오겹살은 삼겹살의 일종이다.
식품의약품안전처 행정규칙에 명시된 바를 근거로 할 때 '오겹살'이라는 부분육은 존재하지 않는다. 또한 국내 도축장에서는 2017년 12월 이후부터 더 이상 박피(剝皮)를 진행하지 않고 탕박(湯剝)만 실시하고 있으며, 유통업체가 발골작업 중에 박피(剝皮) 여부를 결정하고 있다. 아울러, 모든 삼겹살을 '오겹살'로 유통 할 수 있는 것이 아니라 지방층이 얇은 삼겹살만 가능하므로 '오겹살'은 고급육으로 취급되고 있다.

### 어법상 오류
포개져 있는 사물의 수량을 나타내거나 중복되고 거듭된 모양을 표현하기 위해 '겹'이라는 명사와 함께 수사(數詞)를 사용할 때, '하나, 둘, 셋, 넷, 다섯'이라는 순 우리말 수사(數詞)를 통상 사용한다. 따라서 20세기 중반까지만 해도 '세겹살' 이라고 하였고, 이 표현이 표준 국문법 상에 맞는 표현이지만 어떤 이유에서 인지는 정확히 알려진 바가 없으나 언제부터 인가 한자 수사를 사용한 '삼겹살' 이라는 표현을 사용하게 되었다. 이런 '삼겹살'의 영향 때문인지 '다섯겹살'이 아니라 '오겹살'이라는 말도 사용되고 있다.
한편, 어법상 어긋남에도 흔히 "삼겹살 먹자" 라는 표현을 쓴다. 이 말을 사전적으로 살펴 정확히 표현하자면 "삼겹살을 구워먹자" 또는 "삽겹살구이를 먹자" 고 하는 것이 올바르다. 하지만 일상적 용례에서 삼겹살이라고 하면 돼지고기 부위를 뜻하는 말이자 삼겹살구이를 의미하는 것으로 정착되어 있기 때문에 어법상 어긋난 표현은 아니다.

### 사전 등재

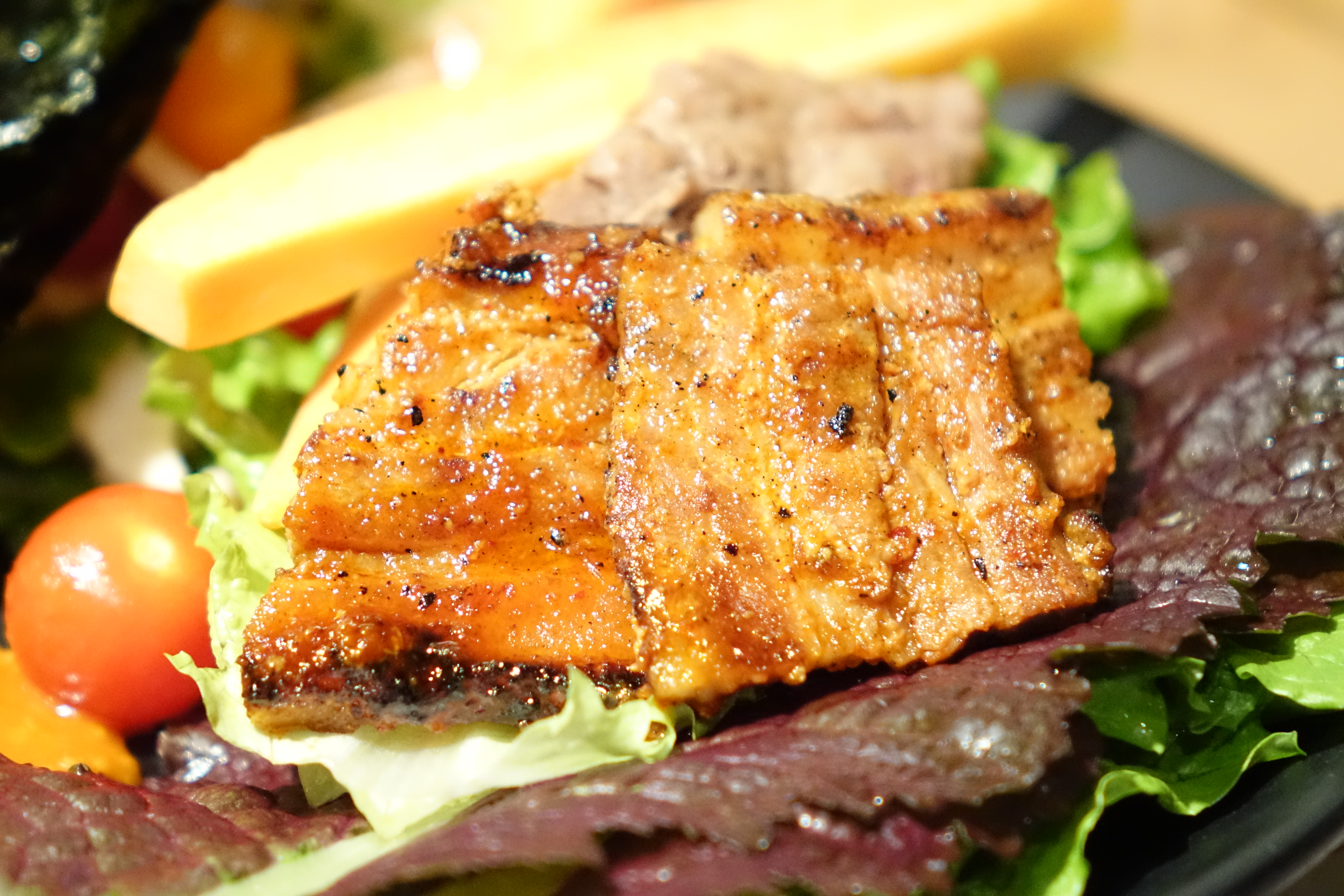
삼겹살과 상추쌈

한국어에서 '삼겹살'이란 식재료 이름과 음식 이름으로 동일하게 사용하고 있지만, 영어에서는 식재료 이름으로는 'Pork belly'(돼지뱃살), 음식명으로는 'Samgyeopsal' 로 표기하며, 발음 역시 한국어와 같은 '삼겹살'로 하고 있다. 1993년 영국의 권위 있는 영어 사전인 옥스포드 영어사전(OED)에도 음식 이름으로써 'Samgyeopsal'이 등재되었으며, 추가적으로 'a korea dish'라 설명되어 있다.
한국어 사전에는 '삼겹살'과 '세겹살'이 모두 표준어로 등재되어 있다. '삼겹살'이란 말이 국어사전에 등재된 시기는 1994년이라고 알려져 있었으나 경남대 이규진 교수에 따르면 1991년에 한국어사전 편찬회에서 발간한 국어대사전에 '삼겹살'이라는 단어가 표제어로 올라 있던 것으로 조사되었다.
세겹살과 삼겹살이 국어사전에 등재된 시기를 현재로서는 정확히 알 수 없다는 것이 국립국어원의 공식적인 답변이다. 한편, 북한의 국어사전인 조선말사전과 조선말대사전에는 삼겹살이 등재돼 있지 않다. 다만 2007년에 발행된 6권짜리 조선말대사전에 세겹살이 올라와 있는 것을 볼 수 있다. 북한은 평양말을 중심으로 하여 노동자 계층이 쓰는 말을 문화어라 부르는데, 우리의 표준어와 같은 의미이며, 세겹살은 문화어에 속한다.

### 명칭 변천사
음식이름은 주요 음식재료와 요리법 또는 완성된 요리의 형태 등에 따라 붙여지는 것이 관례이다. 음식 이름만으로도 그 음식으로 기대되는 맛을 예상할 수 있게 하기 위한 것이다. 그러나 '삼겹살'은 식재료명과 음식명이 동일하여 약간의 혼동을 주고 있는 경우에 해당한다. 초기에는 '세겹살 구이'였던 것이 1960년대에서 1990년대 중반까지 '로스구이'로 불리기도 했다. 여기서 '로스'란 굽는다는 뜻을 가진 영어의 Roast로 '로스구이'란 외래어로서 국어사전에 등재되어 있으며, 삼겹살만 아니라 앞다리살이나 목살, 등심, 쇠고기, 오리고기 등을 소금과 후추 정도만 뿌려서 구워 먹는 포괄적인 것을 의미했다. 그러다가 점차 '삼겹살구이'라는 말이 사용되었는데, 이후 어느 시점부터는 '구이'라는 말을 생략한 채 식재료명과 동일하게 '삼겹살'이라 불리고 있다. 음식이름 작명시 요리 방법에 속하는 '구이', '뽁음' 등이 누락되는 현상은 '돼지갈비', '곱창' 등에서 볼 수 있듯이 흔한 일에 속한다.
한국인들은 전통적으로 돼지고기를 기피하는 식문화 속에 살아왔다. 그나마 돼지고기 공급량이 늘어난 것은 1970년대 들어서였으며, '구이' 방식의 조리법에 대한 접근이 쉬워진 것은 프로판 가스와 휴대용 부탄가스 버너가 공급 되면서 부터였다. 사육기술의 발전으로 돼지 특유의 잡내가 사라져서 양념을 하지않은 '로스구이'의 맛이 점차 좋아지던 중에 1997년 IMF외환위기를 맞이하였고, 어려운 시절에 저렴한 삼겹살은 소주와 함께 국민음식으로 대중화되어 완전히 하나의 식문화로 정착하였다. 한국경제의 압축성장 만큼이나 단기간에 급속히 발전한 '삼겹살 식문화'도 진통을 겪었다. 어법상에도 어긋난 삼겹살로 이름이 굳어지기까지 방자구이, 배바지살, 세겹살, 로스구이 등 혼선을 거듭했던 것이다.   

## 역사

### 식육 문화

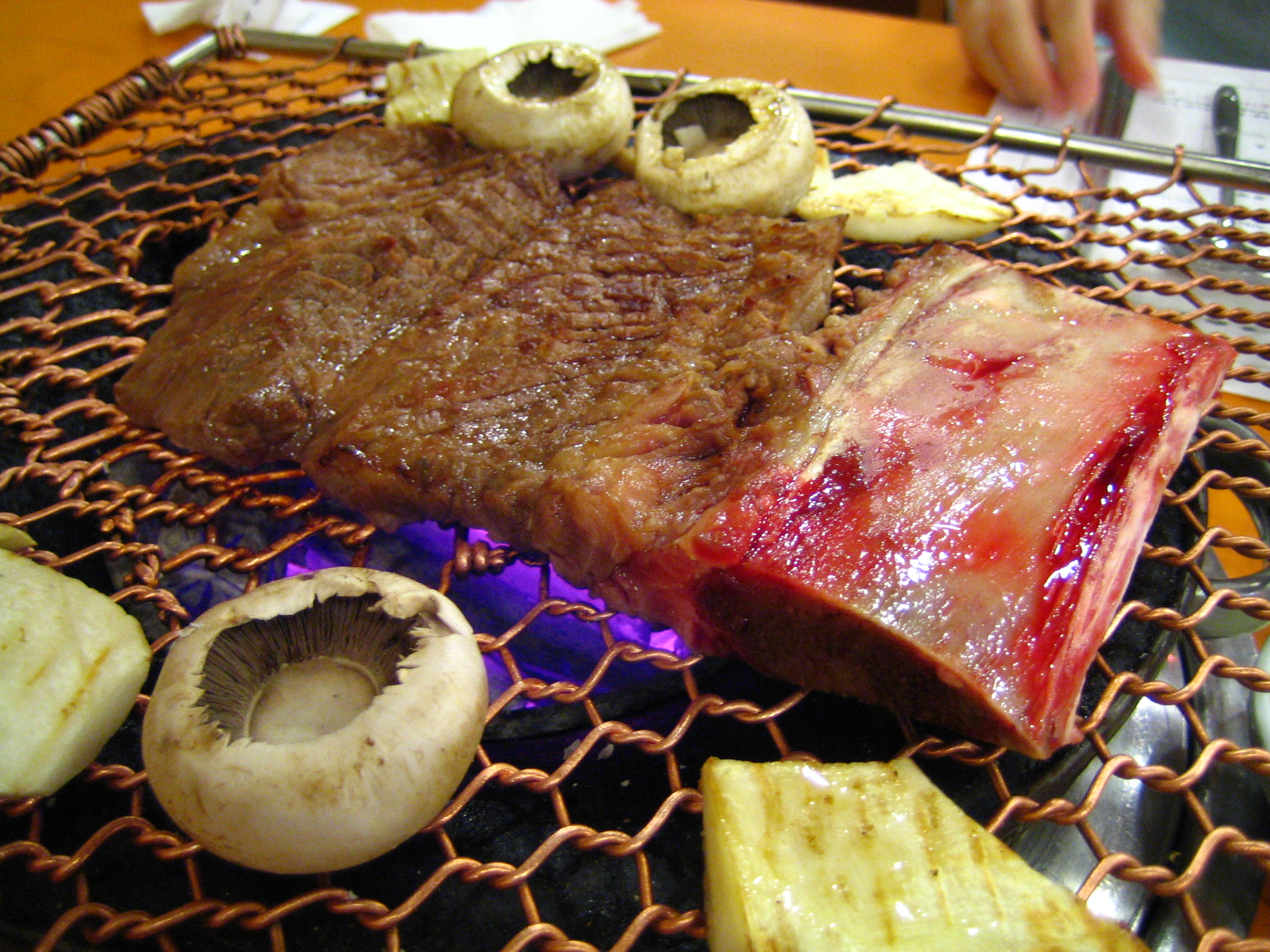
소갈비 구이.

불고기의 원형이라 할 수 있는 맥적이 고구려에서 유래한 음식임으로 볼 때 한반도에서의 식육문화는 오래되었음을 알 수 있다. 삼국시대에 전래된 불교의 영향으로 식육 문화는 퇴보하였으나 살생유택(殺生有擇) 등에서 볼 수 있듯이 금육문화가 형성되었던 것은 아니었다. 《고려도경》에 따르면 고려인들의 돼지 도축 기술은 원시적인 수준이었다고 할 정도로 고려인들은 돼지의 사육이나 섭취를 즐기지는 않았다. 13세기 전반기에 몽골침략으로 설렁탕과 소주가 전래되면서 식육 문화는 활성화 되었다.
중국은 돼지고기를 좋아했으나 조선인들은 소고기를 선호하며 돼지고기를 기피했다. 프랑스와 더불어 미식의 나라로 손꼽히는 중국에서는 전통적으로 한두 마리씩 정도의 돼지를 기르는 집이 많을 정도였고, 동파육, 탕수육 등 국내외적으로 유명한 돼지고기 요리가 많이 존재하듯 돼지고기를 좋아하고 요리 또한 다양하게 발달되어 있는 것을 볼 수 있다.
명나라 제3대 황제 영락제가 조선 사신들을 배려하여 돼지고기 대신에 양이나 소고기를 대접하라는 지시를 했을 정도로 조선에서는 돼지고기를 먹지 않았다. 그러나 조선에서도 제례나 중국사신에게 대접할 돼기고기가 필요했기에 돼지 사육의 명맥은 이어졌다. 다만, 마리당 돼지 가격이 소의 2배에 달하여 고충을 호소하는 기록으로 볼 때 사육수가 너무 적었음을 알 수 있다. 발골작업을 마친 고기 즉 정육양으로 비교해 볼 때 돼지 한 마리에서 나오는 고기양에 4배에 달하는 것이 소고기이므로 실질적으로 돼기고기 가격은 8배나 비쌌다는 것을 알 수 있다. 중국사신들을 대접하기 위해 조정에서 구입해야 할 돼지고기 값이 너무 비쌌다는 것을 알 수 있듯이 관리들의 고충은 극심했다.

### 가축 사육

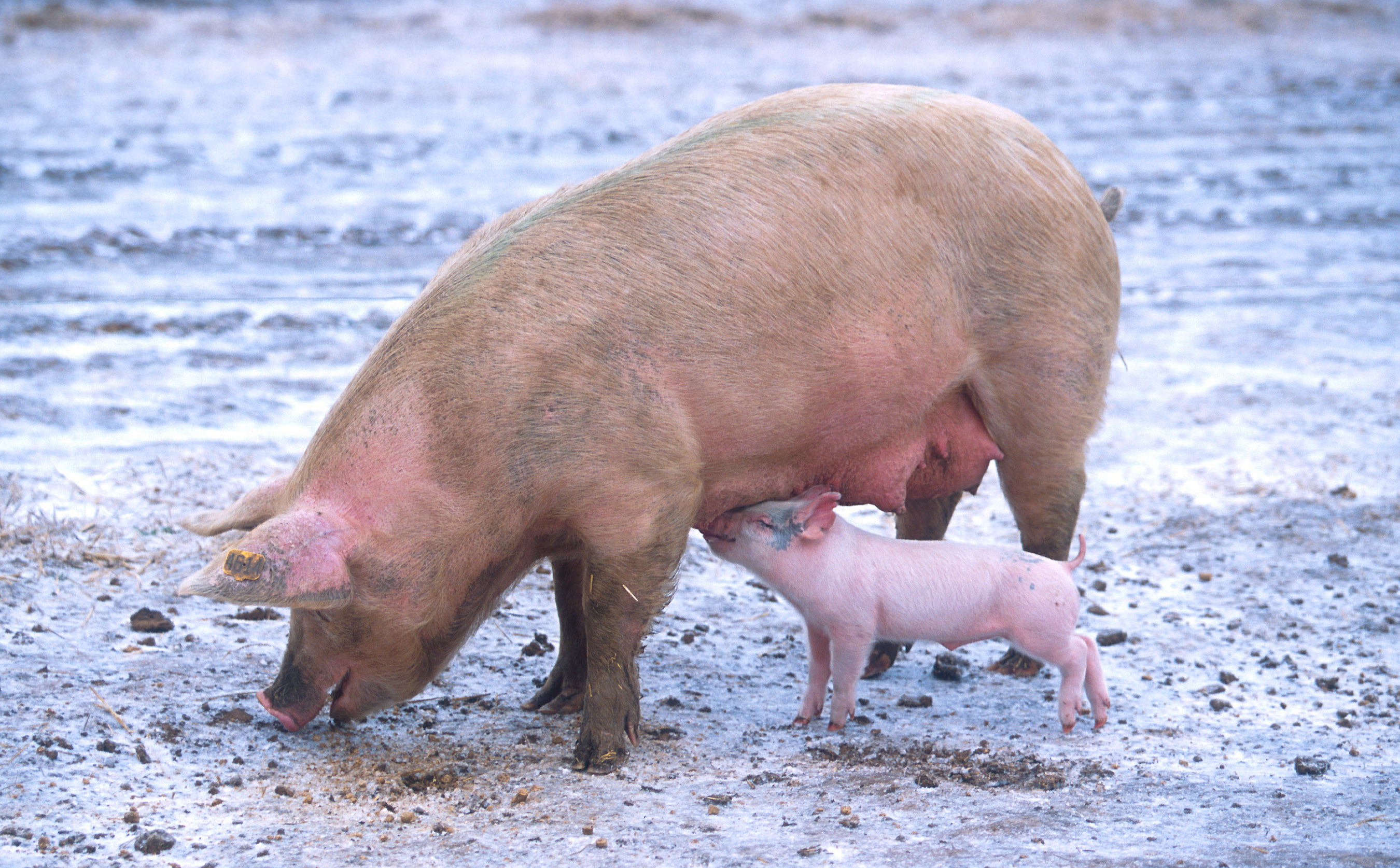
어미의 젖을 먹는 어린 돼지

돼지고기는 소고기 등과 달리 너무 빨리 부패하기에 식중독으로 고생하는 이들이 많았고, 돼지는 잡식성으로 곡식을 먹여야 하는 어려움 등이 있었다. 돼지사육의 목적이 퇴비와 고기를 얻기 위함이었을뿐 과히 쓸모가 없는 가축이었다. 소와 말은 사람이 먹을 수 없는 풀을 먹으며 운송, 군사적 목적, 농경에 필요한 가축이자 좋은 가죽을 공급했다. 닭은 알을 낳아 거의 매일 신선한 동물성 단백질을 공급했고 사육기간이 짧다는 장점이 있었다. 개는 사람을 잘 따랐고 집을 지키며 사냥에 유용했으니 쓸모가 많았다.
돼지는 번식율이 뛰어나며 퇴비를 생산하고 음식쓰레기 등을 처리해주기는 하나 사람과 먹이 경쟁을 벌였고 심한 악취를 풍기며 지저분하고 고기에서 특유의 잡내가 많이 발생하는 등 여러모로 곤란했다. 돼지 등뼈를 주재료로 하는 감자탕의 기원이 전라도라는 것으로 볼 때 전라도 지역에서 주로 사육을 많이 하였다. 이는 지형적인 특성상 평지가 많아 김제평야와 호남평야 등 곡창지대에서 쌀 농사를 많이 지었기에 농업 부산물인 청치, 쌀겨, 싸라기, 설미가 많이 나오기에 그나마 이를 사료로 사용할 수 있었고 그래서 사육이 용이했기 때문이다.
재래 돼지는 완전성숙을 하여도 40kg을 넘지 못했다. 이에 비육율이 우수했던 당저(唐猪)를 중국에서 수입해서 사육하기도 했다. 1885년에 최초로 서양종 돼지를 도입한 이유도 저조한 생산성을 높이기 위한 조치였다.

### 일제 강점기

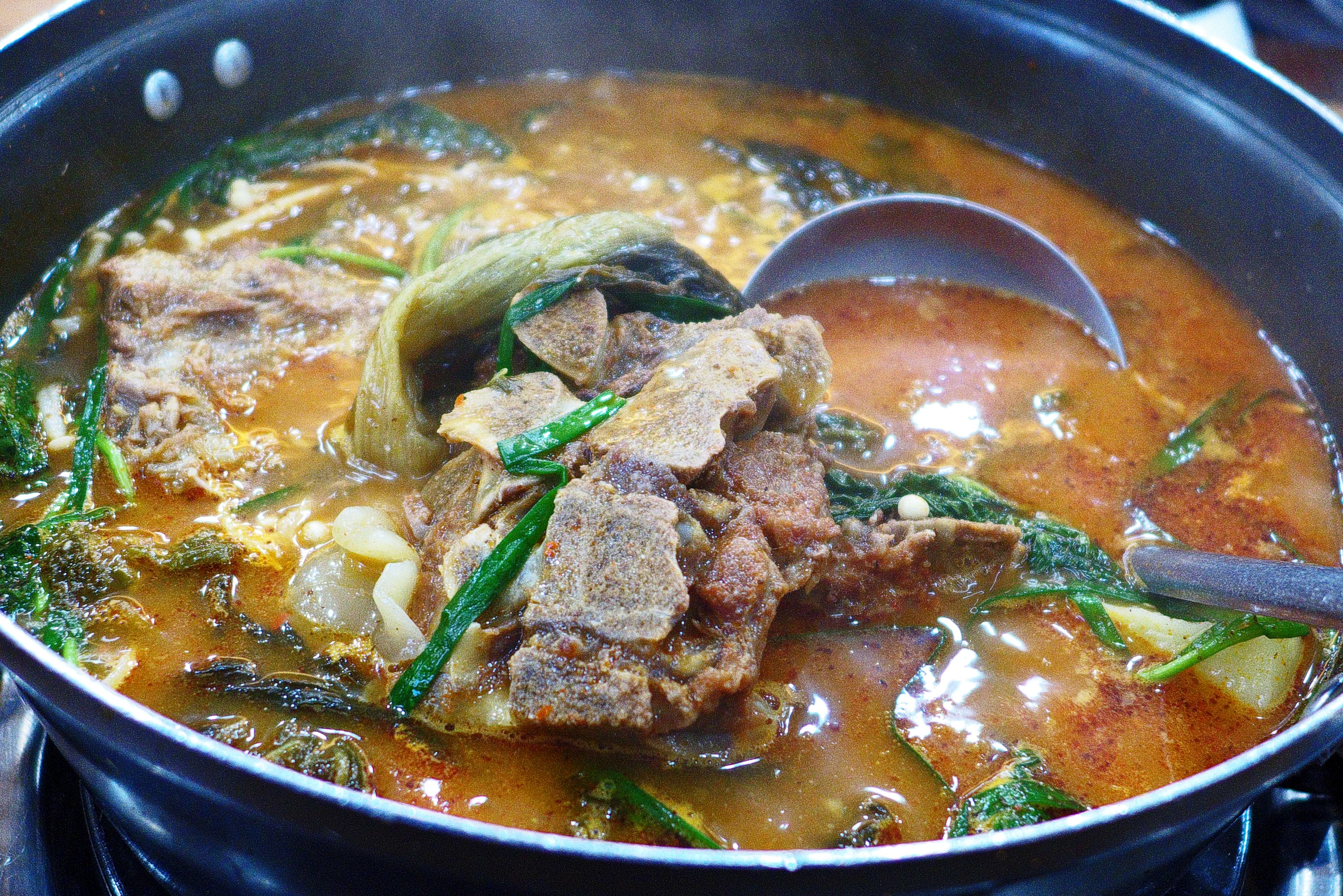
돼지 등뼈로 만든 감자탕

일제는 한우와 쌀의 수탈정책에 일환으로 양돈과 감자재배를 독려했다. 이에 따라 점차 한국인들은 돼지고기에 익숙해지기 시작했다. 전라도를 기원으로 하는 감자탕이 인천과 수도권에 거주하는 육체 노동자들의 주요 영양공급원이었다는 사실이 그 증거라 할 수 있다. 1916년 현 인천 동구청 자리에 대형 도축장이 들어서면서 감자탕의 주된 식재료이자 부산물인 등뼈가 대량 공급되며 저렴해진 감자탕은 인천 부두 노동자들에게 크게 환영받기도 했다. 그러나 소고기를 선호하는 문화는 여전했다. 지금은 그 위상이 떨어졌으나 소고기를 기반으로한 설렁탕은 당대에 한국을 대표하는 음식이었고 서민들도 즐겨 먹는 국민음식이자 패스트푸드로 인기가 많았다. 한편, 일제 강점기중에 출판된 책이나 언론보도 중에 삼겹살에 대한 언급이 있는 것으로 볼 때 돼지고기에 대한 공급과 수요가 증가했음을 짐작해 볼 수 있다.

### 축산 장려 정책

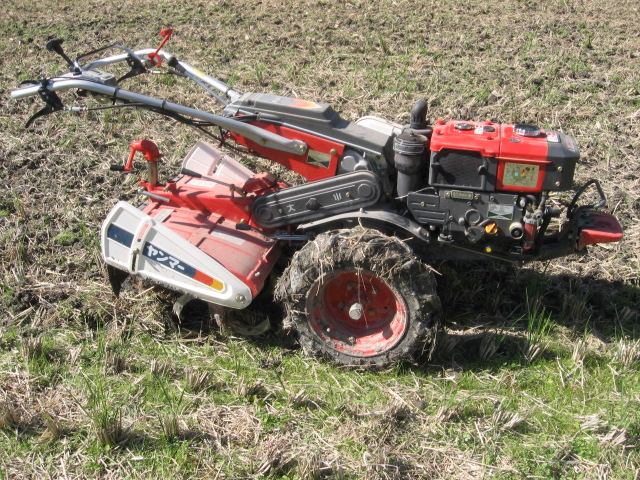
경운기

광복과 한국전쟁, 5·16 군사 정변 등으로 어수선한 한국 근현대사 속에 양돈은 영세한 농가의 전업과 부업수준에 머물러 있었다. 전후복구 이 후 산업화 시기에 도시 근로자들에게는 양질의 동물성 단백질 섭취가 절실했다. 따라서 1961년, 마장동에 도축장을 신설, 이전한 후 1963년에 '사료관리법'이 제정하자, 당시 7개였던 배합사료공장이 46개로 늘어나는 등 사료산업이 비약적으로 발전하며 축산 전업농이 늘어났다.
그러나 매년 봄만 되면 쇠고기 값이 폭등했다. 국민 대부분이 소고기를 선호했으나 소는 농사에 필요했기에 도축에는 한계가 있었던 것이다. 1967년에 소고기 파동을 거치며 정부는 축산장려정책을 펼쳐 양계와 양돈사업을 적극 추진했다. 1970년부터 전업농이 늘어나며 점차 규모화가 이루어졌다. 정부차원에서 돼지고기 소비를 촉진시키던 중에 프로판 가스가 보급되자 돼지갈비와 양념구이 식당이 서서히 늘어났다. 보쌈과 돼지국밥 뿐만 아니라 순대, 족발, 감자탕 등 부산물을 이용한 먹거리도 많이 늘어났다. 육류 수요와 유통이 증가하자 1974년에는 서울 독산동에 도축장이 신설되기도 했다.
농우(農牛)를 비육우(肥肉牛)로 전환하여 소고기 공급량을 늘리기 위해서 정부는 보조금을 지급하면서 경운기 보급사업을 전개했으나, 농민들은 경운기를 농경용으로 사용하기 보다는 운반용으로 사용하였다. 경운기는 비포장에 좁은 시골길에 매우 적합한 운송수단이었기 때문이다. 쇠고기 선호문화는 여전했는데, 1970년대 중반까지도 돼지고기에서는 웅취와 잡내가 심했기 때문이다. 대다수 영세한 농가에서 여전히 음식잔반을 사료로 사용했고 냉장설비가 부족했기에 식중독 사고가 빈번했다. 태백 탄광지역이나 청주 등에서 돼지고기 로스구이를 먹기는 했으나, 부분육에 대한 개념은 약했고, 돼지고기는 뽁음, 구이, 국거리 등 용도별로 유통 판매되는 것이 대부분이었다. 삼겹살도 구이보다는 양념을 하거나 수육으로 만들어 먹는 것이 일반적이었다.

### 삼겹살 공화국

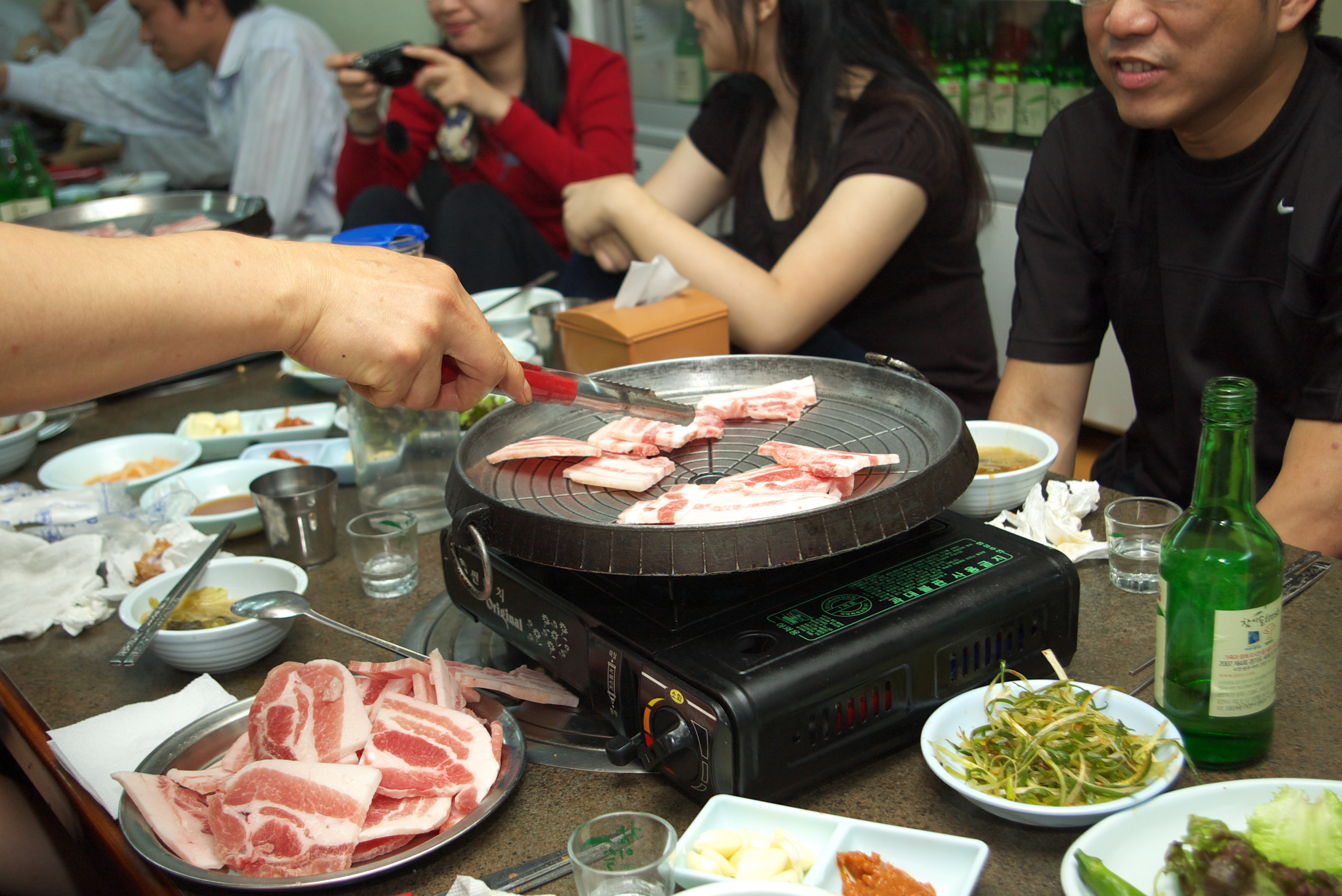
즐거운 삼겹살 회식

1970년대 한국경제를 설명하는 단어는 '수출'이었다. 내다 팔 수 있는 물품은 모조리 수출했기에 돼지고기도 예외가 아니었다. 그러나 축산장려정책의 목적은 내수시장 안정을 우선시하여 조금이라도 내수가 불안하면 수출을 통제했다. 일본 수출 초기에는 머리, 내장, 족발만 제거한 지육(枝肉), 즉 발골과 부분육으로 가공하지 않은 도체(屠體)상태가 주를 이루었다. 이것이 점차 발골과 부분육으로 가공된 정육(精肉) 상태로 진행되었고, 양돈산업은 점차 규모화, 규격화 되면서 돼지고기 또한 특유의 잡내가 나지 않는 고급육이 생산되었다.
1978년에 육류파동이 일어나자 대일 수출이 완전히 중단되었다. 수출물량이 내수로 풀리면서 1980년 대에는 본격적으로 삼겹살이 대중화의 길을 걷게되었다. 시기적절하게도 냉장고와 휴대용 가스버너가 대중화되었다. 잡내 없는 고급육이 공급되면서 '삼겹살에 소주 한잔'이라는 말이 생겼고 1970년 1인당 2.6Kg였던 돼지고기 소비량이 6.3kg으로 늘어났다.
삼겹살 구이집이 증가했는데, 이는 기존의 LPG나 프로판 가스는 설치신고, 완성검사, 안전관리 등의 시설 검사를 받아야 했지만, 휴대용 가스버너는 신고나 검사가 필요없었기 때문이다. 누구나 휴대용 가스버너와 후라이팬만 있으면 삼겹살 메뉴를 추가 시킬 수 있었다. 1980년대는 전국적으로 삼겹살 열풍이 불었다. 산과 계곡에서도 삼겹살을 구워 먹었기 때문에 산림청에서 단속을 할 정도였다. 직장인 회식메뉴는 주로 삼겹살이었고 가격도 저렴하여 점차 육류 소비형태가 쇠고기에서 돼지고기로 전환되었다.
1990년대 들어서는 대패삼겹살 등 각종 삼겹살 메뉴가 개발되었고 삼겹살 전문점도 생겨났다. 시중의 돼지고기 유통은 기존의 국거리, 불고기거리, 구이용 등 용도별로 취급되던 것이 부분육 유통이 정착되자 정부에서도 부분육에 대한 법적기준을 마련하기에 이르렀다. 1997년에 시작된 IMF 경제위기 이후 퇴직자들에 의해 삼겹살 전문점이 더욱 늘어났다. 특별한 기술이 없어도 됐고 소자본으로 창업이 가능했기 때문이었다. 2000년대 들어서는 차별화를 위해서 브랜드화와 고급화가 추진되었고, 점차 소주와 함께 삼겹살이 한국의 국민음식이 되었는데, 삼겹살데이가 만들어지고 삼겹살 거리가 조성되는 등 하나의 문화로 완전히 정착하게 되었다.

## 삼겹살의 특징

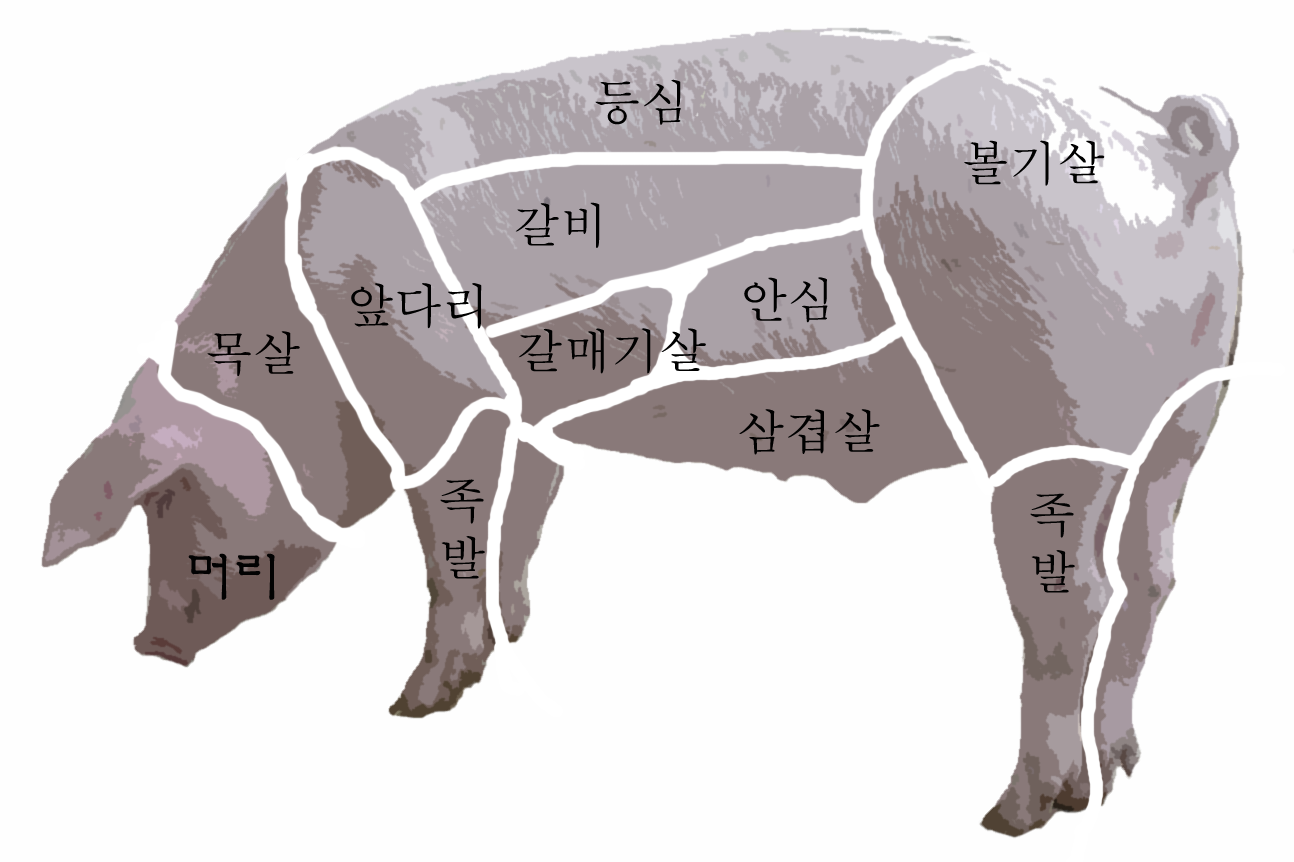
돼지부위의 명칭

### 정형 기준과 범위
통상 '삼겹살'이란 말에 의미는 살코기와 비계가 각각 세 겹이 교차해 있는 돼지고기의 갈비-뱃살 부위를 의미한다. 그러나 표준국어대사전에는 "돼지의 갈비에 붙어 있는 살. 비계와 살이 세 겹으로 되어 있는 것처럼 보이는 고기"로 명시되어 있다. 실질적으로는 '비계-살코기-비계-살코기' 순으로 겹쳐 있어 네 겹을 이루고 있다.
식품의약품 안전처의 행정고시상 '소, 돼지의 부위별 등급별 및 종류별 구분방법'에 의하면 "삼겹살 정형기준은 뒷다리 무릎 부위에 있는 겸부의 지방 덩어리에서 모통 피부근과 배곧은근의 얇은 막을 따라 뒷다리의 대퇴근막기장근과 분리 후, 제5갈비뼈(늑골) 또는 제6갈비뼈(늑골)에서 마지막 요추와(배곧은군 및 배속경사근 포함) 뒷다리 사이까지의 복부근육으로서 등심을 분리한 후 정형한다"고 규정하고 있다.
아울러, 식품의약품 안전처 고시 '소, 돼지 식육의 표시방법 및 부위 구분 기준'에 따르면, 갈매기살, 등갈비, 토시, 오돌삼겹이 삼겹살로 구분되는 부위에 속한다. 일반적으로는 '뒤넓적다리와 배 사이에 있는 부분육'이며 '뒷다리 앞쪽부터 갈비뼈 5번 또는 6번까지를 감싸고 있는 부위의 고기' 라 보면 된다. 이는 1930년대와 지금이나 다를 바 없다.

### 영양 성분
다른 육류에 비해 특히 비타민 B군 및 양질의 단백질, 인, 칼륨, 철분 등의 각종 미네랄이 풍부하여 젊고 탄력 있는 피부를 유지시켜 주며, 어린이의 성장발육에도 좋다. 또한 돼지고기에 많이 들어 있는 철분은 체내 흡수율이 높아 철 결핍성 빈혈을 예방하며 메티오닌 성분은 간장보호와 피로회복에 좋다. 그러나 칼로리가 100g당 348kcal 로 높은 편이고  단백질 15.8%, 지방 26.4%로 여타 부분육보다 지방함량이 높아 과식을 할 경우 비만이 될 수 있으므로 주의해야 한다.

### 조리와 섭취

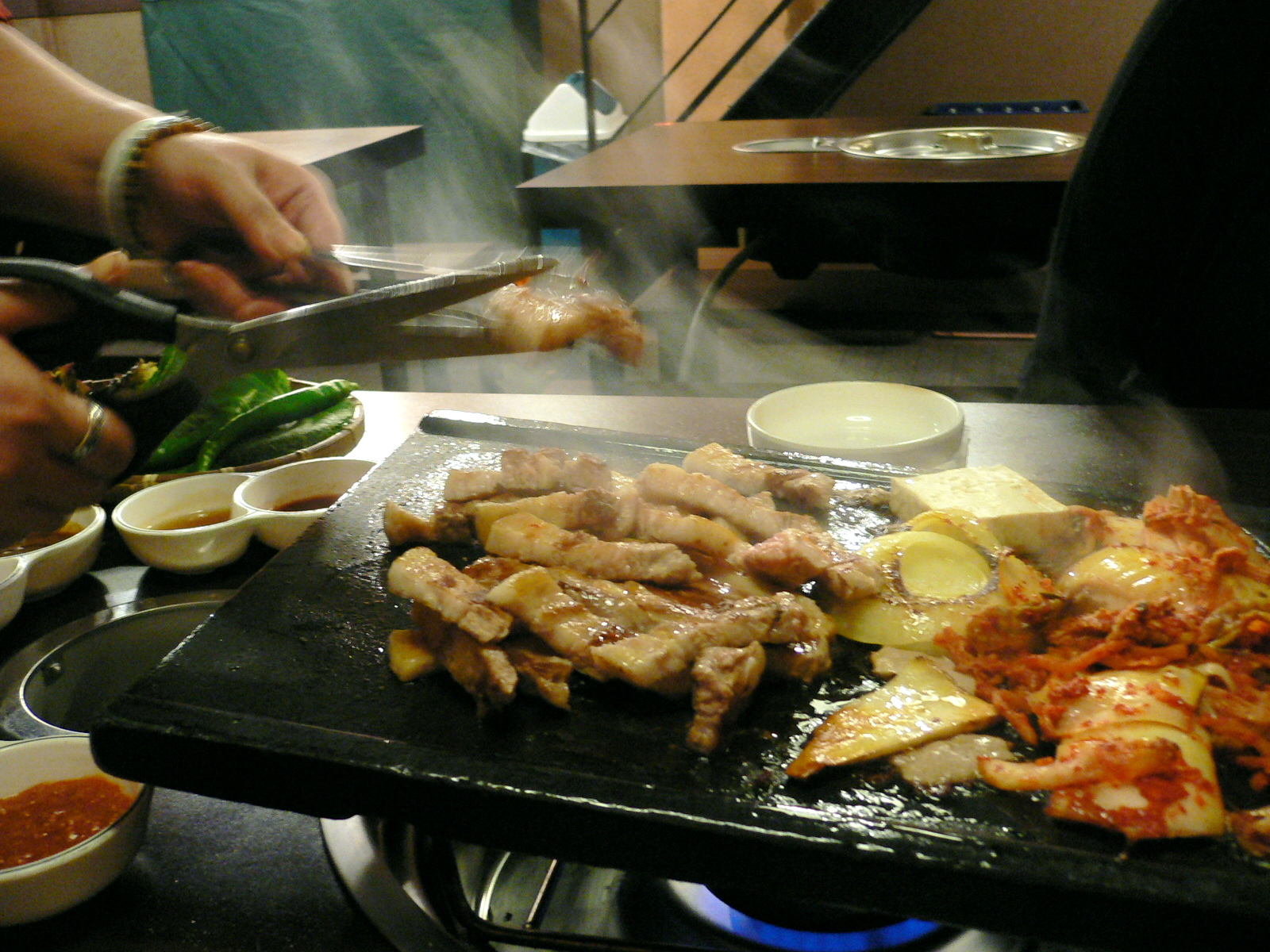
불판위에서 조리중인 삼겹살

붉은 살코기와 지방이 여러 겹의 막을 형성하여 풍미가 좋다. 돼지고기 부위 중 가장 고소하고 다양한 조리가 가능하다. 삼겹살은 지방의 질이 좋을수록 풍미가 좋으며 조리과정 중 너무 오래 구우면 기름기가 다 빠져 고기가 딱딱해지고 맛이 없으므로 빨리 구워야 고기에 기름이 돌고 부드럽다. 또한 양념장으로는 고추장, 된장, 쌈장, 소금, 참기름 소금장, 새우젓 등이 좋고, 쌈으로는 양파, 마늘, 버섯, 깻잎, 상추, 배추, 쑥갓 등 각종 쌈채소와 절인 무, 익은김치, 명이나물, 파절이 등의 식품과 함께 먹으면 단백질과 지방분해에 도움이 되고, 살균작용, 지방산화작용, 냄새제거 등의 효과를 얻을 수 있다. 그 밖에도 맥주보다는 소주와 잘 조화된다는 것이 일반적인 평가다.
한국의 전통적인 습열 조리법이 아니라 프라이팬을 이용한 건열 조리법을 사용하는 것이 일반적이다. 조리중에 지방분이 빠져나와 기름에 튀겨지듯 구워지는 것이 특징이다. 가열하면 수분과 지방이 다량으로 발생하므로 석쇠를 이용하는 것은 불가능하니 주의가 요구된다. 불판을 충분히 먼저 달군후에 지방을 이용해서 기름코팅을 하고나서 굽기를 시작하는 것이 좋다. 적당히 구워 마이야르 반응으로 표면이 갈색으로 변하여 노릇노릇해지면 뒤집어 구워주는 방식을 취하면 지나치게 육즙이 빠져나가는 것을 막을 수 있다. 입맛에 따라 후추나 소금을 뿌리는 것도 좋지만 소금을 지나치게 뿌리는 것보다는 소금 특유의 기능인 오미(五味) 증진의 개념으로 사용하여 간을 맞추기 보다는 향미 향상을 위한 조미료 개념으로 사용하는 것이 삼겹살의 맛을 제대로 즐길 수 있는 조리법에 속한다.

### 돼지 누린내
돼지고기를 조리할 때 나는 풍미는 식욕을 자극시키지만, 웅취(雄臭)로 불리는 수퇘지 냄새는 불쾌감을 불러 일으킬 수 있다. 웅취는 돼지의 대장에서 고섬유질 사료가 미생물에 의해 발효되면서 발생한 스케톨(Skatole)과 정소에서 생산 되는 호르몬 안드로겐(Androgen)이 지방에 축적되어 있는 것이 근본 원인이다. 가열 시 이들 물질이 휘발 되면서 불쾌한 냄새가 난다. 웅취(雄臭)는 지방조직 중에 스케톨이 0.2ppm이상일 때 감지할 수 있다.
웅취를 원천 봉쇄하기 위해서는 거세를 시키거나 웅취제거백신을 접종하고 음식물 쓰레기를 먹이로 제공하지 말고 과학적으로 개발된 배합사료를 사용하면 된다. 또한 돼지고기에서 웅취나 잡내가 심할 경우에는 로스구이를 통한 섭취가 불가능하므로 제육 볶음 등 양념구이를 해서 섭취해야 한다. 물에 삶아서 수육을 만들 때에는 삶기 전에 물에 담가 핏물을 빼주고, 한 차례 데쳐서 물을 버린 다음 다시 삶되  파, 양파, 된장, 사과, 커피, 청주, 한약재 등을 넣어서 잡내를 상쇄 시켜주어야 한다. 한국내에 돼지 잡내가 발생하지 않는 돼지고기가 본격적으로 공급된 시기는 1970년대 말이 되어서다.

## 영양과 건강

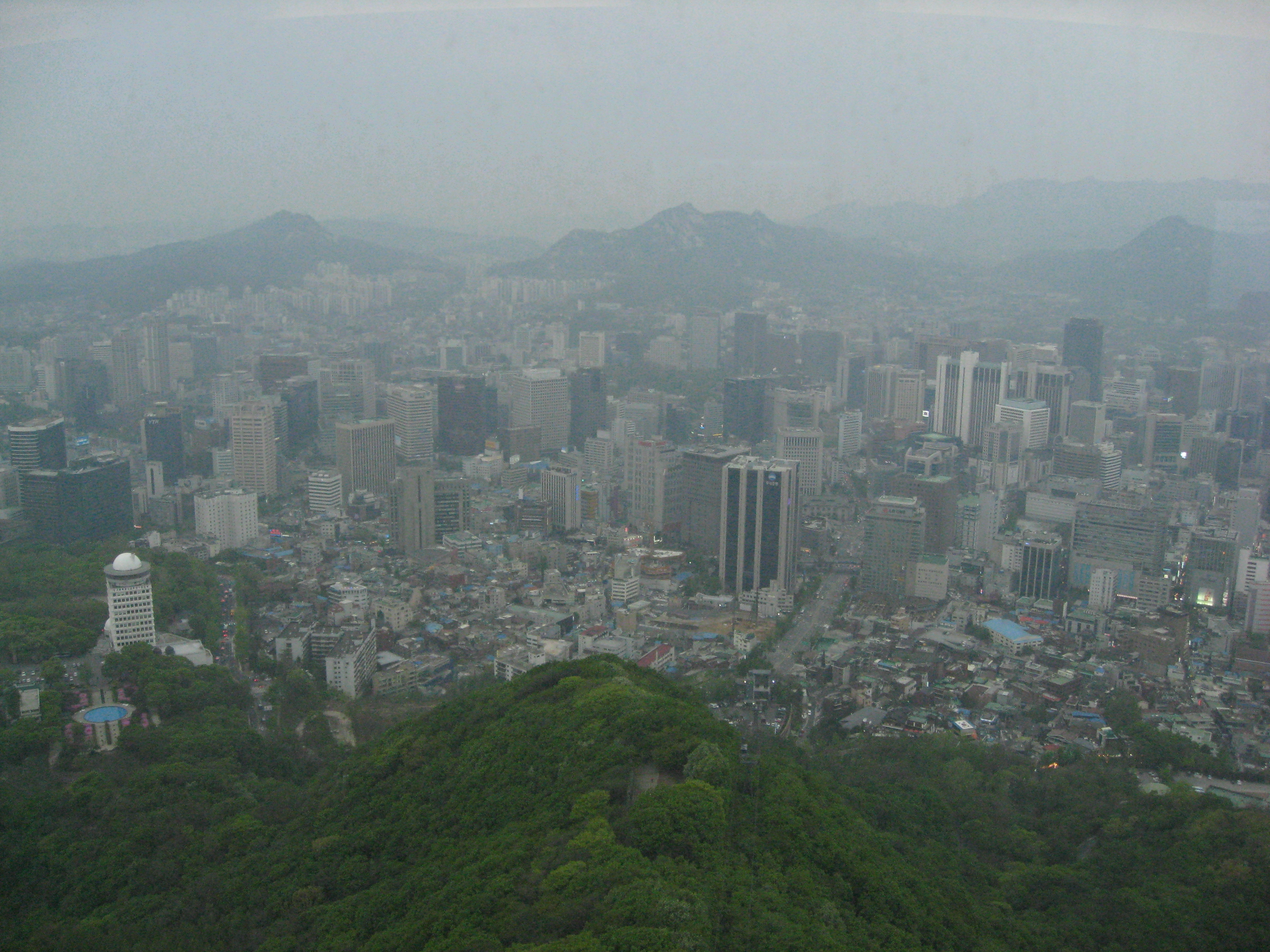
서울 상공을 뒤덮은 황사

삼겹살에는 비타민B1과 단백질, 아연, 엽산, 인, 철분, 칼륨 등이 함유되어 있다. 또한 비계를 이루는 지방의 비율이 다른 부위에 비해 크다. 때문에 황교익 칼럼니스트는 "삼겹살의 맛은 거의 지방에 기대고 있다"고 언급한 바 있다. 지방이 타면서 내는 고소한 풍미와 그 지방이 전달하는 야들한 촉감을 즐긴다는 것이다. 이 때문에 지방의 과잉 섭취로 비만 위험이 커서 항상 논란의 위치에 있는 요리이기도 하다.
그러나 육류 섭취량이 과도한 나라의 사람들처럼 삼겹살을 비롯한 돼지고기 섭취를 비만과 연결시켜 걱정하는 것은 부적절하며, 비만은 특정 음식이 아닌 전체적으로 섭취하는 총지방의 함량을 걱정해야 하는 문제라는 주장도 있다.
황사와 미세먼지를 이겨내는 음식으로 인식되기도 하며, 봄이나 야외 활동이 많은 계절이 되면 삼겹살의 수요가 크게 증가한다. 과거 강원도 태백과 영월의 탄광에서는 하루 일과를 끝낸 광부들이 목에 걸린 먼지의 배출을 돕는다는 속설로 삼겹살을 구워 먹었다고도 전해진다. 이에 대해 한국식품연구원은 2007년 돼지고기가 카드뮴과 납 등 중금속이 신체에 쌓이는 것을 일정 부분 막는다는 연구 결과를 발표하기도 했다.
한편 2017년 3월, 식품의약품안전평가원은 삼겹살을 구워 먹을 때 상추, 양파, 마늘 등과 같이 먹으면 발암성 물질 발현을 60% 억제한다고 발표했다. 고기를 구울 때 만들어지는 발암물질인 벤조[a]피렌의 체내 독성화를 줄인다는 결과였다. 독특한 식감과 맛에 이끌려 먹는 음식이나 지방 함량이 높으므로 비만이나 장 건강에 해로울 수 있다. 따라서 섭취시 식이섬유가 풍부한 채소류와 함께 쌈을 싸서 먹는 것이 좋다.

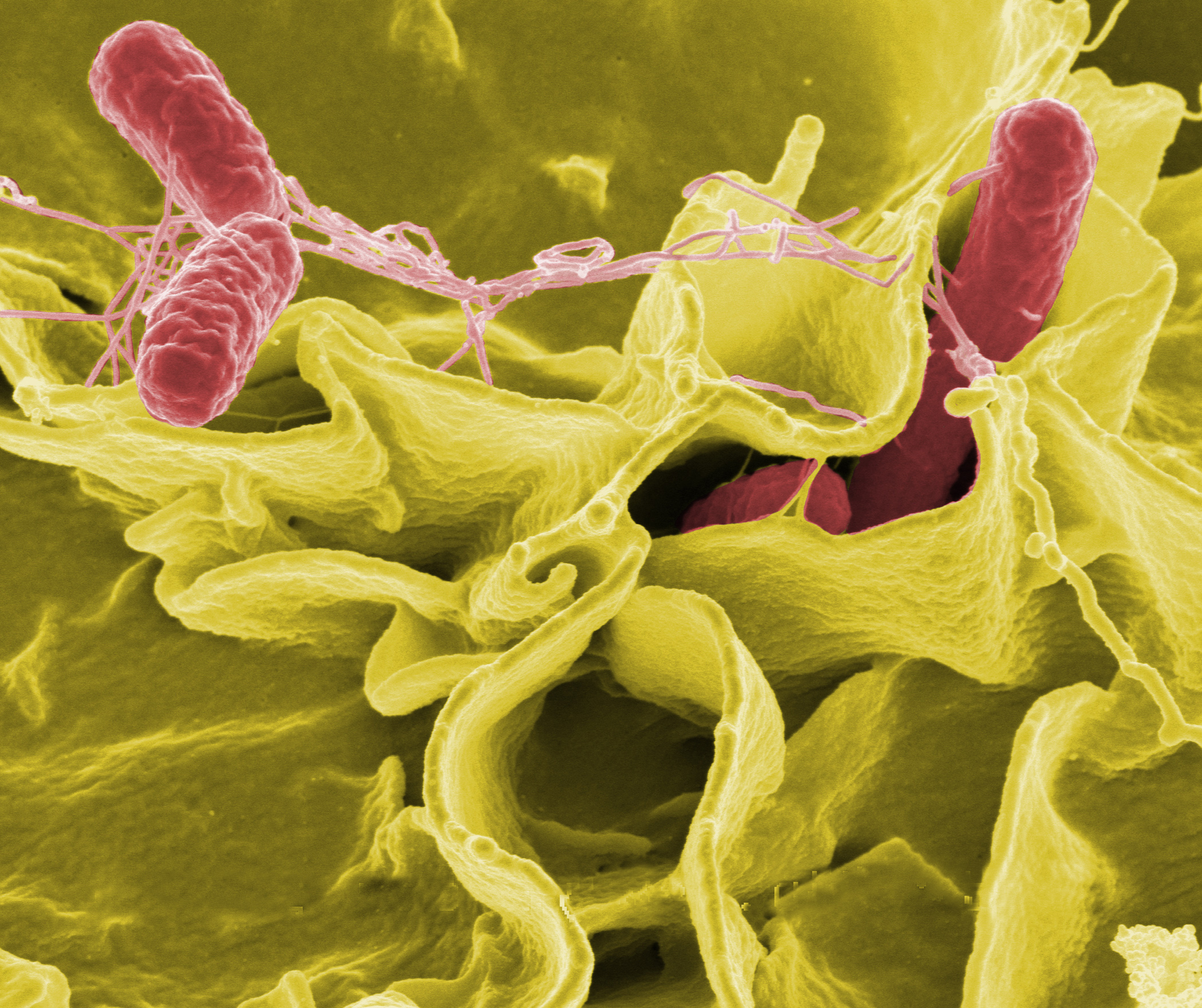
살모넬라균

식중독 때문에 돼지고기는 잘 익혀 먹는 것이 좋다. 고열을 가하면 식중독 균이 사멸되기 때문이다. 1970년대까지만 해도 돼지고기를 잘 못먹고 식중독으로 사망하는 일들이 있었다. 돼지고기는 소고기에 비해 빨리 부패하는 특성이 있기에 예로부터 돼지고기는 잘 먹어야 본전이라는 말이 회자되고는 했다. 1980년대 들어 가정용 냉장고가 보급되었고 현대화된 위생적인 도축시설과 유통망이 구축되었기에 이제는 옛말이 되어 버렸다. 그러나 수입 돼지고기의 식중독균 감염률이 31.1%나 된다는 2011년 국회 보고서가 있는 것으로 볼 때, 여름철에는 특히 주의해야 할 필요가 있다.
여러 연구 결과들을 살펴보면 붉은색 고기의 경우 흰색 고기에 비해 철분 성분이 더 많아서 철분이 분해될 때 상대적으로 많은 양의 활성산소를 발생시키고, 이들이 결국 DNA를 손상시켜서 암 발생을 증가시킨다고 한다. 구이방식은 삶을 때보다 헤테로사이클릭아민(HAs)이 많이 발생해서 암 발생 빈도를 높인다는 보고도 있다. 또한 고온에서 오랫동안 요리했을 경우 암 발생 유해물질이 더 많이 발생하고, 섭취 빈도 및 섭취 기간이 늘어날수록 암 발생률이 증가한다고 보고도 있다. 삼겹살은 붉은 육류로 대장암 위험을 증가시키는 요인이며, 구워 먹으면 찌거나 삶아 먹을 때보다 암 발생 유해 물질이 더 많이 발생할 수 있다. 게다가 음주까지 곁들이면 대장암 발생에 더욱 악영향을 미친다.

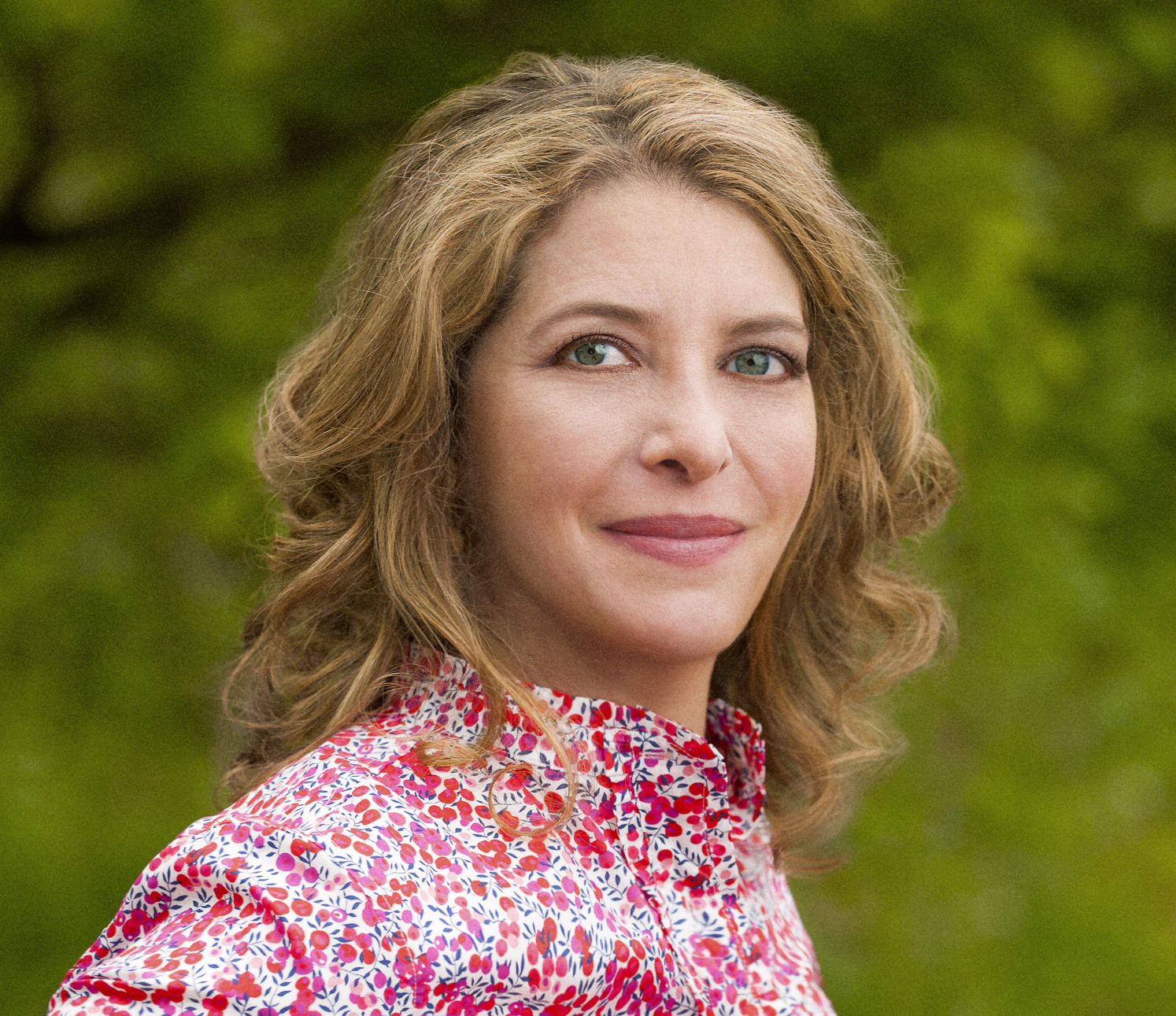
니나 타이슐츠 (1965. 5.7 ~)

체중감량을 위한 '저탄고지'(LCHF, Low Carbohydrate, High Fat) 식이요법에 삼겹살이 제격이라는 설이 있다. 저탄고지 식이요법은 1920년대 소아 뇌전증 환자 및 뇌종양 환자 치료를 위해 만들어진 식이요법으로, 대중에게 알려진 시기는 미국의 저널리스트 니나 타이슐츠(Nina Teicholz)가 《The big fat surprise》라는 책을 출판한 2014년이다. 한국에는 《지방의 역설》이라는 이름으로 번역 된 후, 2016년 MBC에서 '지방의 누명'이라는 다큐를 제작, 방송하면서 알려지게 되었다. MBC 방송이후 전국에서 버터와 삼겹살 품귀현상이 일어나며 저탄고지가 유행처럼 번졌다.
기본 원리는 의식적으로 탄수화물과 단백질 섭취량을 줄이면 지방을 분해해서 에너지원을 얻고자 인체가 시도하게 되면서 체내의 지방이 분해되는 양이 크게 증가하고 축적량은 현저하게 줄어드는 케토시스(Ketosis) 상태를 만드는 것이다. 이를 위해서 지방함량이 높은 삼겹살이 좋다는 것이다. 하지만 출판과 방송 당시 국내외 주류 의학계로부터 이에 대해 거센 비판을 받았다. 과도한 지방 섭취로 인해 부작용이 크다는 것이 반론의 요지다.

## 한국의 문화

### 삼겹살 데이

#### 명칭 유래
삼겹살 데이는 돼지 삼겹살을 먹는 날로 한국에만 있는 비공식 기념일이다. 날짜는 매년 3월 3일이며 ‘삼삼데이’라고도 한다. 숫자 3이 두 번 들어간 날에 삼겹살을 먹는다는 의미다. 2003년 경기도 파주시와 파주연천축협이 만들어 홍보한 것이 삼겹살데이의 원조로 알려져 있다. 2000년과 2002년에 걸쳐 구제역 파동으로 인해 육류 판매량이 급감하면서 줄어든 돼지고기 소비를 촉진하여 양돈농가를 돕기 위해서 만들었다고 한다. 이후 매년 삼겹살데이에 전국 유통업체들이 대대적인 할인판매 행사를 진행하면서 대중적으로 알려지게 되었다.

#### 관련 행사
파주시와 축협은 2003년 3월 3일 오후 2시부터 금촌동 파주 축협 판매점에서 돼지고기 무료 시식회를 갖고 소년소녀가장 등 불우이웃들에게 공짜 삼겹살 파티도 열었다. 파주지역 길거리에는 돼지고기의 우수성을 자랑하는 현수막을 내걸고 삼겹살 홍보전단도 배포했다. 파주지역 양돈농가들은 2000년 3월 구제역 파동을 겪은 데다 2002년 전국적으로 구제역이 재발, 전국 돼지고기 재고량이 1만톤에 달할 정도로 소비가 감소하자 이색 판촉 이벤트를 마련한 것이었다.
파주연천축협에서는 2003년 이래 매년 기념축제를 개최했다. 특히 2019년 돼지띠 해인 기해(己亥)년을 맞이하여 '황금 돼지해, 다함께 즐겁고 모두가 행복한 삼삼데이'라는 슬로건을 내걸고 행사를 개최했다. 3월 1일부터 3일간 진행된 행사에서는 축산물프라자, 문산판매장 및 로컬푸드 매장 10개점에서 할인행사와 사은품 등을 증정했다. 이밖에도 매년 3월 3일에는 전국 지역농협이나 유통업종사자들이 삼겹살데이를 홍보하며 축산물 소비촉진을 꾀하고 있다. 일부 지자체에서는 인삼 등 지역특산품을 삼겸살과 연계하여 삼삼데이 행사를 진행하기도 한다.

#### 데이 마케팅
삼겹살데이는 기념일을 타겟으로 하는 데이마케팅의 일종이다. 2월 14일 발렌타인 데이가 데이마케팅의 원조로하여 1990년대에 각종 데이마케팅이 유행하였고, 11월 11일을 빼빼로데이로 한 것이 대표적이 성공사례로 꼽을 수 있다. 그러나 지나친 상술에 의해 억지로 만들었다거나 빼빼로데이 등은 알면서도 우리나라 4대 국경일은 모른다는 점 등에 대한 비판이 있다. 잘못된 데이 마케팅을 의미 있게 바꿔 보자는 운동도 있는데, 11월 11일을 빼빼로데이가 아닌 우리 쌀로 만든 가래떡데이로 하자는 것이다. 또한 재난급 질병인 구제역으로 어려워진 양돈농가를 돕자는 삼겹살데이 등은 넓은 공감대를 형성하며 이런 시대적 흐름에 맞춰 제법 성공적으로 정착되어 가고 있다.

### 삼겹살 거리

#### 거리 조성

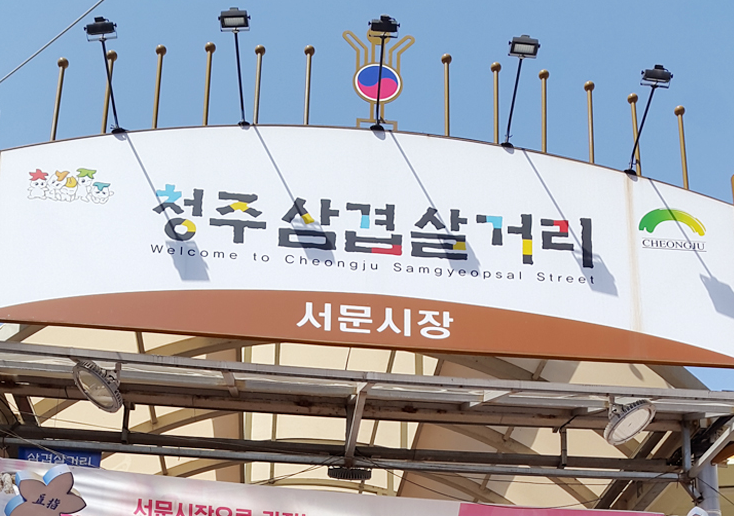
청주 삼겹살 거리

충청북도 청주시에는 전국에서 유일한 '삼겹살 거리(골목)' 340m가 조성되어 있다. 위치는 청주시 상당구 서문동에 있는 '청주 서문시장' 내에 있다. 1964년에 개설된 서문시장은 한때 크게 번영하였으나 1998년에 시외버스터미널이 외곽지역 이전과 대형 할인마트 입점 등으로 재래시장 상권이 급격히 쇠락하였다. 침체된 전통시장을 활성화하기 위해 지역상인들이 추진위원회를 발족한후, 춘천 닭갈비 골목을 벤치마킹하며 2012년에 충청북도와 청주시의 지원하에 삼겹살을 테마로 하여 특화된 거리를 만들었다.

#### 관련 행사
매년 3월 3일이 되면 삼겹살 축제를 진행하고 있다. 3월 1일부터 3일간 진행되는 축제에는 인근 양돈농가의 후원하에 할인된 가격에 돼지고기를 판매하고 평소와 달리 저렴한 가격으로 삼겹살 등을 즐길수 있으며, 삼겹살 무료 시식회도 진행한다. 또한 주말에는 다양한 푸드트럭을 운영하고 아울러 서문 풍물야시장을 개최하여 서문시장의 역사적 정체성을 확립하고, 청주의 새로운 관광명소로 조성하기 위해 노력하고 있다. 삼겹살 거리 곳곳에는 다양한 돼지 모양의 캐릭터 포토존도 설치되어 있다. 또한 삼겹살거리 상인들은 매달 3일을 ‘청주 삼겹살데이’(삼소데이)로 정해 삼겹살을 평소보다 저렴하게 판매하고 있다.

### 대패 삼겹살

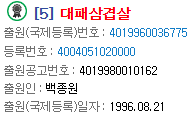

대패삼겹살은 요리 연구가이자 사업가인 백종원이 1993년에 개발했다는 설이 있다. 백종원의 주장에 따르면  매번 주방에서 삼겹살을 칼로 썰어서 제공하기가 힘들어서 육절기를 구입했는데, 실수로 햄 써는 기계를 산 것이 메뉴 개발에 얽힌 에피소드라고 한다. '대패 삼겹살'이라는 상표권도 백종원이 가지고 있다. 이 대패 삼겹살은 1990년대에 큰 인기를 끌었다. 냉동 삼겹살을 육절기로 매우 얇게 썰다보니 나무를 대패로 밀었을 때 나오는 대팻밥 같이 돌돌말린 모양 때문에 대패 삼겹살이라는 이름을 붙이게 되었다고 한다. 푸짐해보이는 것과 가격이 상대적으로 저렴한 점이 특징으로 학생과 직장인들 사이에서 인기가 있는 편이다.

### 식탁문화의 변화

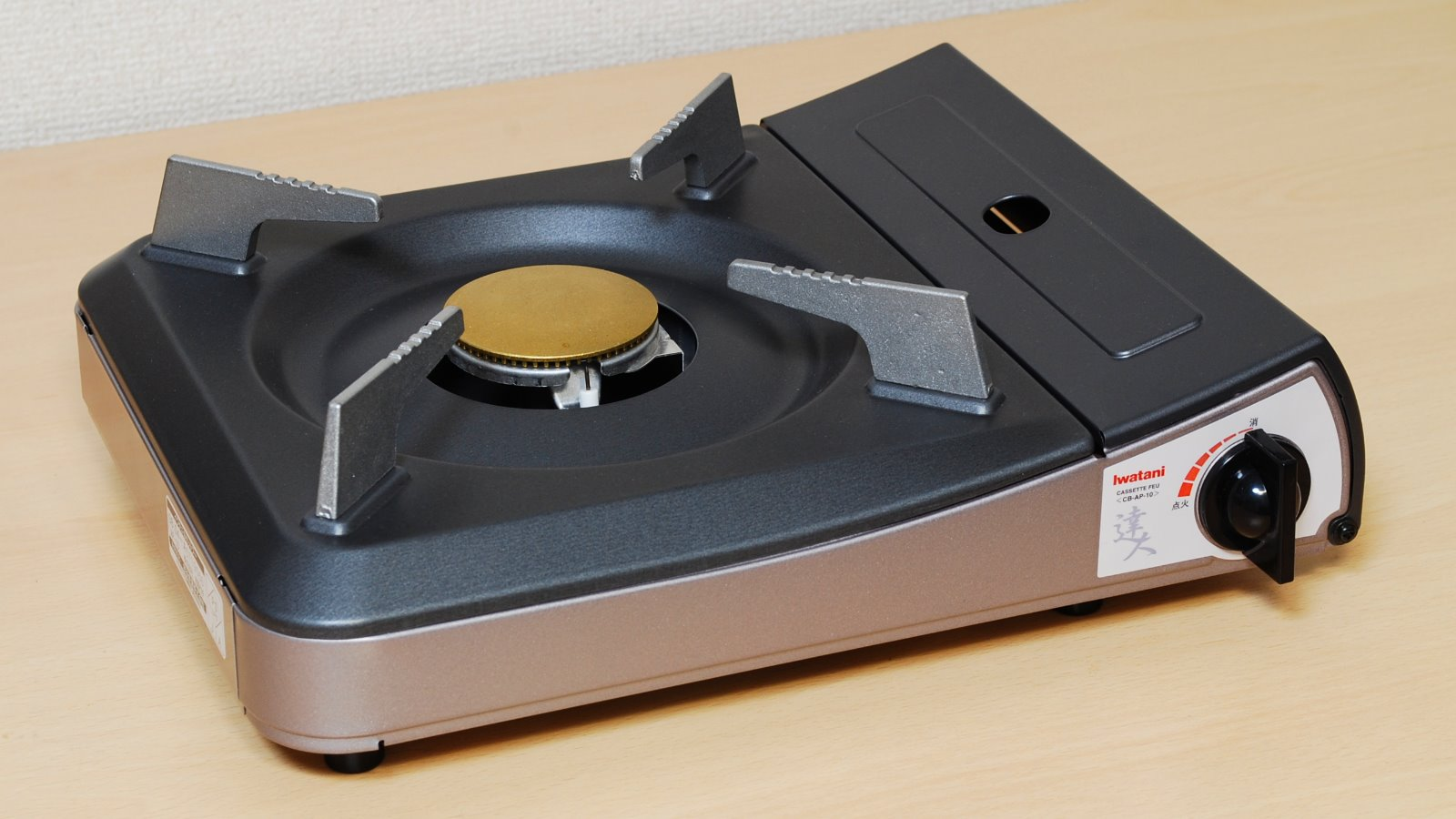
휴대용 가스 버너

1970년대에 프로판 가스가 공급되면서 식당가의 상차림에 큰 변화가 생겼다. 식탁 위에 가스버너를 올려놓고 고기를 굽거나 탕을 끓이는 문화가 본격적으로 도입된 것이다. 이전에도 숯이나 연탄불을 사용하는 업소가 있었으나 너무 번거로워 많지 않았다. 손쉽게 식탁 위에서 가스 불을 켤 수 있게 되면서 주방에서는 미완성의 음식을 내놓고, 손님이 직접 굽거나 끓이는 문화가 시작된 것이다.
이에 대해 비판이 없는 것은 아니다. 식재료의 신선함을 직접 확인할 수 있고 조리과정에 직접 관여하여 자신의 입맛에 맞출 수 있는 등의 장점이 있는 것은 사실이나, 주방공간을 줄여 손님을 받을 수도 있는 공간을 더 할당하고 인건비를 줄이기 위해 조리 과정을 손님에게 떠넘긴다는 것이다. 아무튼, 이런 문화는 해외에서 찾아보기 힘든 한국만의 독특한 문화로 자리잡은 것은 사실인 듯하다.
1980년대에 들어서는 더 큰 변화가 있었다. 한국후지카공업에서 '휴대용 가스버너'인 부루스타(Bluestar)를 출시하자 삼겹살이 대유행하게 된 것이다. 휴대용 가스버너와 프라이팬만 있으면 쉽게 삼겹살구이 장사를 할 수 있었기 때문이다. 프로판 가스를 사용하기 위해서는 관공서로 부터 시설검사를 받아야 했으나 폭발성이 낮은 액화연료 사용으로 이 절차가 면제된 것이다. 또한 휴대성이 높아 장소를 불문하고 일반 가정집에서나 야외에서도 손쉽게 삼겹살을 즐길 수 있게 만들어 주었다.

### 회식 최고 메뉴
1990년대 이후 회사원들의 회식 최고 메뉴는 소주와 함께하는 삼겹살이 차지하고 있다. 또한 회식에서 명당자리는 고기 잘 굽는 동료 옆자리라는 말도 있을 정도다. 2002년 미국 육류수출협회의 설문조사에서 한국인이 가장 즐기는 고기 요리는 돼지 삼겹살구이로 나타났다. 2013년 한 취업포털에서 직장인을 상대로 조사한 결과에 따르면, 1위 삼겹살이었고 치킨은 3위였다. 회식할 때 가장 많이 마시는 '술'의 종류는 1위는 소주, 2위가 맥주 그리고 소주와 맥주를 섞은 소맥이 3위를 차지했고 막걸리가 그 뒤를 이었다.

### 우삼겹
우삼겹(牛三겹)은 돼지 고기가 아니라 소의 특정 부분육을 돼지 삼겹살과 비슷한 구조가 나오도록 절단한 소고기를 말한다. 즉 돼지고기 삼겹살이 아니라 소고기 삼겹살이다. 돼지 삼겹살이 큰 인기를 끌자 소고기도 돼지 삼겹살처럼 비계와 살코기가 삼층이상을 이루는 형태로 가공하여 판매하기에 이른 것이다. 그 만큼 한국에서는 돼지 고기 삼겹살이 인기가 있다는 증거가 된다. 이 우삼겹은 요식업 전문가인 백종원이 개발해낸 것으로 알려져 있다. 쇠고기 갈비 앞부분인 가슴 부위에 있는 지방과 살이 적절히 섞여 있는 부위를 삼겹살 모양으로 잘라낸 것이다. 모양은 차돌박이 같은데 맛은 완연히 다르다. 또한, 소고기 부분육에서 정식으로 쓰이는 용어가 아니므로 표준국어대사전에는 등재되어 있지 않다.

### 삼겹살 면접
2005년에 서울시가 계약직 다급 공무원에 해당하는 스포츠마케팅 및 국제체육전문요원 1명을 뽑기 위한 면접을 일명 `삼겹살 면접`으로 치루었다. 응시자 31명 중 1차 서류심사를 통과한 8명을 대상으로 2월 11일 오후 6시 삼겹살과 소주를 곁들인 심층면접을 실시한 것이다. 시청 별관 인근 식당에서 이뤄진 심층면접은 고기굽는 냄새가 진동하고 술잔이 오가는 화기애애한 분위기에서 진행되었고 신문에 보도되며 화제가 되기도 했다.
한국내 중소기업들도 '삼겹살 면접'을 실시하기도 한다. 또한 외국인 출신 경영진들도 한국인을 이해하려면 삼겹살 문화에 익숙해야 한다는 것을 알고 적극 활용하고 있다. ‘삼겹살 회장’이 별명인 다카스기 노부야 한국후지제록스 회장이 대표적이다.

## 원조 논쟁

### 청주 유래설
청주시는 청주가 '삼겹살 원조 도시'라고 주장하며, 달인 간장 소스와 파절이를 내놓는 삼겹살을 ‘청주삼겹살’이라고 이름 붙인후 이를 지역 대표음식으로 육성중이다. 이를 위해 달인 간장 소스와 각종 양념으로 파절이를 만드는 표준 레시피를 정립해 대중화하며 적극 홍보에 나서고 있다. 충북지역 방언으로 간장을 '지렁물'이라 하는데, 이 지렁물을 달여서 만든 소스는 삼겹살을 불판에 올리기 전에 잠시 담가 놓는 용도로 사용한다.
이는 양돈기술이 낙후되었던 과거에 품질낮은 돼지사료 급이로 인해 발생하는 잡내나 거세되지 않은 숫돼지를 식용으로 사용하면서 발생하는 웅취(雄臭)를 없애고 더불어 육질을 부드럽게 하기 위한 비법이었다. 이런 방법들은 국내에서 유일하게 바다를 접하지 않은 내륙에 위치한 충청북도의 지리적 특성상 해산물보다는 육류를 통해 동물성 단백질을 섭취하는 식문화 때문에 발달했던 것이다. 아울러 정립된 표준 레시피는 1960~1970년대 청주에서 시작된 삼겹살 조리법을 그대로 따른 것이라고 청주시는 설명하고 있다.
삼겹살 원조 도시라는 주장은 2021년에 진행한 ‘청주 삼겹살 활성화 연구 용역’ 결과를 토대로 하고 있다. 연구에 의하면 조선 영조 때 전국의 읍지를 모아 엮은 지리지 《여지도서》를 보면, 해마다 청주에서 돼지를 제수용 공물로 바쳤고, 이 고기는 조정이 주관하는 춘추제례에 제수용으로 배정됐다는 기록이 있다고 한다. 세종실록지리지 충청도 편에도 청주가 돼지고기를 공물로 바쳤다는 기록이 있다.
자연스럽게 청주에서는 돼지고기를 많이 먹게 되었고 삼겹살에 소금을 뿌려 먹는 시오야끼(しおやき, 소금구이)가 청주에서 시작돼 전국으로 퍼져나갔다. 1960년대에 청주에서 유행했던 시오야끼(소금구이)는 1970년대 들어서 달인 간장소스에 담가먹는 방식으로 바뀌었고, 각종 양념에 파채를 버무린 파절이도 곁들여 먹게되었으며 불판도 무쇠불판으로 바뀌었다. 청주 지역에는 아직도 예전 방식을 고집하는 업소가 남아있는 점 등이 청주가 '삼겹살 원조 도시'라는 청주지역민들의 주장을 뒷받침하고 있다.

### 일본 유래설
시오야끼(しおやき) 때문에 삼겹살의 원조가 일본이라고 오해할 수 있으나 그렇치 않다. 시오야끼(しおやき)를 직역하면 '소금구이'지만, 일본에서 시오야끼(しおやき)란 육류가 아니라 생선 조리법이며, 정작 일본에서는 시오야끼(しおやき)라는 말을 잘 사용하지 않는다. 다만 한국에 '소금구이'라는 말이 없었기 때문에 소금구이를 대신하여 사용하던 '방자구이'란 말이 널리 알려지지 않은 상태에서 일제강점기의 영향으로 자연스럽게 외래어인 시오야끼(しおやき)라는 말을 사용했던 것 뿐이다. 이는 호텔(Hotel), 택시(Taxi), 텔레비전(Television) 등의 외래어를 사용하는 경우와 비슷하다 하겠다.
표준국어대사전에 등록되어 있는 '방자고기'란, '씻지도 않고 다른 양념 없이 소금만 뿌려 구운 고기'라 되어 있다. 이 '방자구이'가 '삼겹살 로스구이'의 원조나 기원이라 할 수 있겠다. 이런 '방자고기' 와 '방자구이'는 고려시대 송나라 사신 서긍이 쓴 《고려도경》에도 기록되어 있다. 또한 일본은 675년에 불교의 영향으로 내려진 육식 금지령이 내려졌다. 또한 에도막부의 도쿠가와 츠나요시가  1687년 ‘동물보호법령’을 선포하여 동물의 살생을 법으로 제한함에 따라 육고기를 구하는 것이 사실상 불가능했다. 이런 조치에 따른 일본의 식육문화는 단절되었고 이런 엄격한 수준의 금육문화는 메이지 유신 이후인 1872년이 되어서야 해제되었다. 하지만 한반도는 불교의 영향으로 육식문화가 침제되기는 했으나 일본처럼 엄격한 수준으로 단절된 역사가 존재하지 않는다. 또한 몽고 침략으로 13세기에 육식 문화가 활성화되었던 점으로 볼 때, 육식문화 자체나 '삼겹살구이'를 일본이 원조라 한다는 것은 수용하기 힘든 일이다.
다만, 조선시대에는 돼지고기를 기피하고 쇠고기를 선호했으므로 '방자구이'의 대상이 주로 쇠고기였다는 점이 다를 뿐이다. 1931년에 출판된 방신영(方信榮, 1890~1977)의 요리책 《조선요리제법》에도 '방자구이'에 대해 언급되어 있으며, 1923년 1월 2일자 동아일보에도 방자고기에 대한 언급이 있는 등 여러 문헌에 지속적으로 등장한다. 결국 시오야끼(しおやき)는 1970년대 내려진 행정조치로 인해 무분별하게 사용되던 것이 일상에서 사라지게 되었다.

### 개성 유래설
삼겹살의 어원과 유래에서 빠짐없이 나오는 말이 '삼층저육'(三層猪肉)과 '개성유래설'이다. 개성유래설이란 본래 ‘세겹살’이라는 말이 '삼겹살'로 바뀐 것은 장사 수완이 좋기로 이름난 개성 상인들에 의해서라는 것이다. 개성에서는 인위적으로 잔반과 더불어 조(영어 millet) 등 특별한 사료를 일정기간에 걸쳐서 교대로 먹이며 비계와 살이 층층이 쌓이도록 하였다고 한다. 이를 두고 '삼층저육'(三層猪肉)이라 부르기도 했으며, 더러는 돼지에게 개성인삼이나 그 부산물을 먹였다 하며 세겹살 대신에 '삼겹살'이라 부르기 시작했다고 한다. 아마도 개성상인들이 인삼을 재배, 유통한다는 것이 널리 알려지자 개성에서 생산된 삼(蔘)을 세겹살의 삼(三)과 매치시켜 삼겹살로 부른 것으로 추정해 볼 수 있다.
개성유래설을 뒷받침하는 것으로는 개성 출신 아동문학가 마해송의 주장이 흔히 거론된다. 마해송은 자신이 쓴 책 《요설록 (饒舌錄)》에서, 개성에서는 인위적으로 돼지먹이를 조절해서 '삼층저육'(三層猪肉)을 만든다고 기술하였다. 그는 외래종이 아닌 재래종 돼지에게 뜸물을 주었다 끓었다를 일정기간에 걸쳐서 반복하면 비계와 살코기가 층층히 만들어진다고 주장하였다. 그러나 현대들어 양돈전문가들은 불가능하다고 반박한다. 삼겹살이 형성되려면 최소한 총 중량이 60kg 이상되어야 하나 재래종은 완전 성숙되어도 40Kg가 넘기가 힘들기 때문이라고 한다. 또한 그의 주장처럼 삼겹살을 형성시킬 수 있는 사료가 있거나 특별한 기술은 존재하지 않는다고 한다.

### 태백 유래설
황사철만 되면 삼겹살 소비량이 증가한다. 돼지고기가 황사 속에 섞인 중금속 배출을 돕는다고 알려졌기 때문이다. 돼지 기름의 녹는 온도가 체온보다 낮기 때문에 위장에서 녹은 지방성분이 중금속을 흡착해 몸 밖으로 배출한다. 또한 아미노산은 중금속 중독과 광산 등에서 규산이 많이 들어 있는 먼지에 노출되어 생기는 폐질환인 규폐병(硅肺病)에 걸렸을 때 독소를 체외로 배출하는 효과가 있다. 그러나 실질적인 효과가 적다는 반론도 만만치 않다. 해부학적 구조상 식도와 기관지는 물리적으로 분명히 분리되어 있기 때문이다. "목이나 폐에 낀 먼지를 벗겨내자"는 말에 대한 의학적 근거는 없으며, 고기를 먹거나 술을 마실 명분 또는 상징적 의미에서 나누던 대화가 와전된 후 건강상식이 되어 굳어진 속설로 추정된다.
황사나 미세먼지에 삼겹살이 좋다는 속설을 뒷받침하는 것이 '삼겹살의 태백유래설'이다. 강원도 태백 일대의 광산 노동자 출신들의 증언에 의하면, 일을 마치고 삼겹살을 로스구이 해서 많이 먹었다고 한다. 영월에도 ‘삼겹살의 발상지 영월’이라는 광고판을 종종 볼 수 있다. 영월 광부들이 목에 낀 탄가루를 제거하려고 먹기 시작한 게 삼겹살이라는 것이다.

## 논란

### 삼겹살 문화 비판
국내 양돈 농가는 삼겹살을 생산하기 위해서 돼지를 키운다는 말이 있다. 공급과잉과 부위별 수급불균형이 해소되지 않는 상황에서 삼겹살 수요만을 충족시키기 위해서 필요이상으로 돼지 사육두수가 많다는 의미다. 구제역 발생의 원인 중에 하나는 과도한 밀집 사육으로 인한 불결한 사육 환경과 면역력 저하 때문인데, 이는 기형적인 국내 삼겹살 수요가 근본 원인이라는 것이 전문가들의 지적이다.
돼지 사육두수가 이미 천만 마리가 넘어 섰고 이는 적정 사육수를 심각한 수준으로 넘어선 수량으로 축산분료로 인한 환경오염의 주범이 되고 있다. 불결한 환경은 돼지 구제역의 근본원인이고 사람의 생활 환경에도 악영향을 주고 있다. 공해상에 축산분료 방출이 국제법으로 금지되어 있는 현상황에서 필요이상의 돼지액비 생산은 농경에도 도움이 되지 않고 오히려 지하수 오염 등이 발생하고 있다. 더욱이 소비되지 않는 돼지 뒷 다리살은 2년간 냉동보관하다가 수출이나 육가공으로 소진 되지 않을 경우에 전량 폐기 처분하는 실정이다.
국내 소비자들로 부터 외면 받는 뒷 다리살 등 돼지고기의 부위 간의 극심한 수요불균형 해소가 해결책임에도 불구하고 이를 외면한 채 삼겹살 소비만 부축이는 삼겹살 데이 문화에 대해서도 비판이 일고 있다. 과밀사육으로 인한 불량한 사육환경과 더불어 분료 처리의 한계로 인한 환경오염은 악순환을 더욱 부추기고 있다. 구제역이 발생할 겨우에 전염확산을 막기 위해서 그리고 저지방육 수출길이 막히지 않도록 청정국 지위를 유지하고자 세금을 들여서 살처분을 하고, 이에 따른 공급 부족과 가격 폭등을 잡기 위해서 불가피하게 삼겹살을 수입할 수 밖에 없기에 값싼 수입 삼겹살로 인해 시장이 점진적으로 잠식당하여 사육농가의 어려움은 가중되고 있다. 칠레나 스페인 등처럼 돼지고기의 부위별 균형잡힌 소비 문화 확산이 아쉽다는 지적이다.

### 수출 잔여육說
맛칼럼리스트 황교익은 지난 2017년 6월 30일 'tvN 알뜰신잡' 출연하여 한국인이 삼겹살을 많이 먹게 된 이유에 대해서 발언한 적이 있는데, 이 발언이 논란이 되었다. 황교익은 한국의 삼겹살 문화가 형성된 배경에는 불행한 한국 현대사가 있다고 주장했다. 그의 주장에 따르면, 일본은 자국내 돼지고기 수요가 증가했으나 일본내 양돈산업을 육성할 경우에 분료오염 문제가 염려되었기에, 이를 해결하기 위해서 한국에 자본을 투자하여 양돈산업을 육성시킨 후 고급육인 등심과 안심만 가져갔기 때문에, 삼겹살을 비롯한 수출 잔여육을 한국인들이 먹을 수 밖에 없었다고 한다.
이런 '수출 잔여육설'에 대해 강력히 반발하는 측이 있다. 그 대표 주자는 30년간 식육 마캐터로 활동하고 있는 김태경 교수다. 그는 여러 매체를 통하여 과거 양돈 산업의 자료와 언론 보도 내용 등을 근거로 하여 황교익의 주장을 전면 반박했다. 김태경 측의 주장에 따르면, 국내 삼겹살 구이 문화가 태동한 시점은 1978년에 육류 파동이 발생하자 정부가 가격 안정을 위해 일본 수출을 전면 금지한 때이며, 수출을 전제로 생산된 물량이 국내시장으로 공급되면서 시작되었다는 것이다.
70년대 말 이전에는 양념구이나 수육이 대세였는데, 이는 돼지고기에서 잡내가 심했기 때문에 현행과 같이 소금구이 형태로 섭취하는 것이 힘들었다고 한다. 또한 '수출 잔여육 소비가설'이 성립하려면 국내 총 돈육생산량 대비 수출량이 최소 60%를 넘어야 하는데, 수출물량이 가장 많았던  1975년에 조차 대일 돈육수출 물량은 전체 생산량의 약 8% 뿐이었다고 하며 황교익의 주장을 반박했다.

## 같이 보기
- 삼겹살 (부위)
- 오겹살 구이
- 삼겹살 데이
- 삼겹살 거리
- 한국 요리
- 돼지고기
- 돼지